# 関東地方の住宅団地の一覧
関東地方の住宅団地の一覧（かんとうちほうのじゅうたくだんちのいちらん）では、関東地方に建設された住宅団地の一覧を示す。日本のニュータウン#関東地方も参照のこと。
工業団地については、日本の工業団地一覧を参照のこと。

## 東京都
日本のニュータウン#東京都も参照。

### 東京23区
- 戸山ハイツ（新宿区） - 1949年（昭和24年）に戦災被災者収容のため建設された都区内初の大規模都営団地。1964年（昭和39年）から1972年（昭和47年）にかけて鉄筋コンクリートの高層住宅に改築し[1]、3,683戸（うち都営住宅3,348戸）となる[1]。
  - 都営戸山ハイツアパート
  - 東京都住宅供給公社戸山ハイツ（分譲棟）
- 都営青山北町アパート（港区）→都営北青山三丁目アパート - 1957年（昭和32年）から1968（昭和43）年に25棟（586戸）が建設[2][3][4]。東京都の再開発事業「北青山三丁目地区まちづくりプロジェクト」により2018年より建て替え開始[2]。
- 八潮パークタウン（日本住宅公団、品川区）
- 晴海団地（日本住宅公団、中央区）→晴海アイランドトリトンスクエア
  - 晴海アイランドトリトンスクエアビュータワー（UR・民間混合の分譲タワーマンション）
- 大川端リバーシティ21（中央区）
  - リバーシティ21イーストタワーズ（日本住宅公団）
  - コーシャタワー佃（東京都住宅供給公社）
- 東雲キャナルコート（江東区）
  - 東雲キャナルコートCODAN（都市再生機構）
- 都営辰巳一丁目アパート（江東区）
- 都営白鬚東アパート（墨田区）
- 大谷田団地（日本住宅公団、足立区）
- 竹ノ塚団地（日本住宅公団、足立区）
  - 竹ノ塚第一・第二・第三団地、竹ノ塚駅前市街地住宅
- 花畑団地（日本住宅公団、足立区）
- 桑袋団地（東京都住宅供給公社、足立区）
- 赤羽台団地（日本住宅公団、北区）→ヌーヴェル赤羽台（都市再生機構）
- 都営桐ケ丘団地（北区）- 公団赤羽台団地に隣接する、都区内最大級の都営団地。1954年（昭和29年）から1976年（昭和51年）にかけて5,020戸が建設[5]。1996年（平成8年）より建て替え開始[5]。
- 豊島五丁目団地（日本住宅公団、北区）
- 高島平団地（日本住宅公団、板橋区）- 1972年（昭和47年）入居開始。
- 蓮根団地（日本住宅公団、板橋区）→新蓮根団地（住宅・都市整備公団）
- 光が丘団地（練馬区）
  - 光が丘パークタウン（住宅・都市整備公団）
  - コーシャハイム光が丘（東京都住宅供給公社）
  - 都営光が丘アパート
- 荻窪団地（日本住宅公団、杉並区）→シャレール荻窪（都市再生機構）
- 芦花公園団地（日本住宅公団、世田谷区）

現存しない住宅団地
- 北日ヶ窪団地（日本住宅公団、港区）→再開発により六本木ヒルズ建設。
- 原宿団地（日本住宅公団、渋谷区）→民間マンションに建て替え。
- 外苑団地（日本住宅公団、渋谷区）→民間マンションに建て替え。
- 阿佐ヶ谷住宅（日本住宅公団、杉並区）→解体され民間マンション「プラウドシティ阿佐ヶ谷」建設。
- 都営霞ヶ丘アパート（新宿区）→国立競技場の建て替えのため解体。

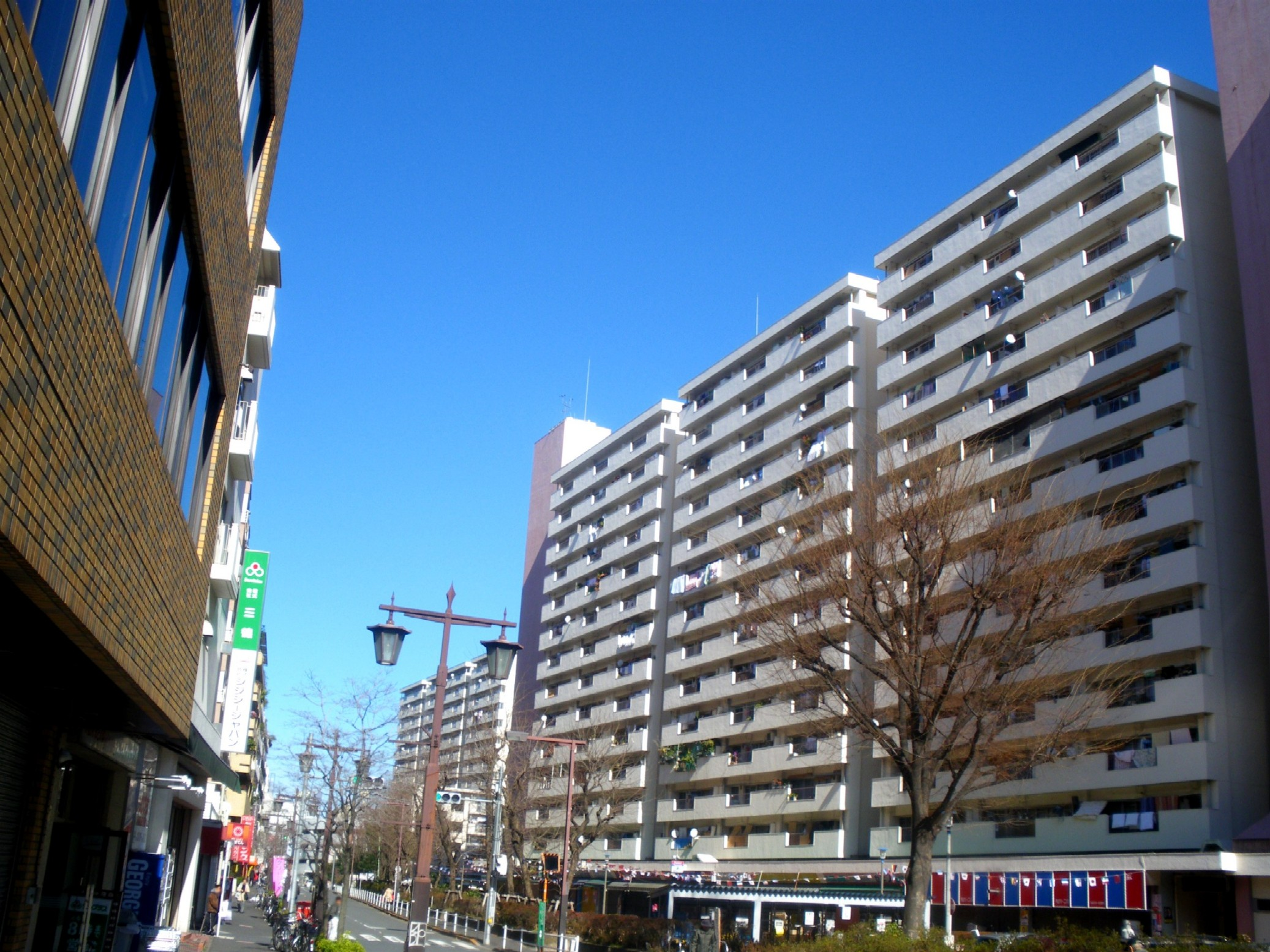
都営戸山ハイツ（改築後）
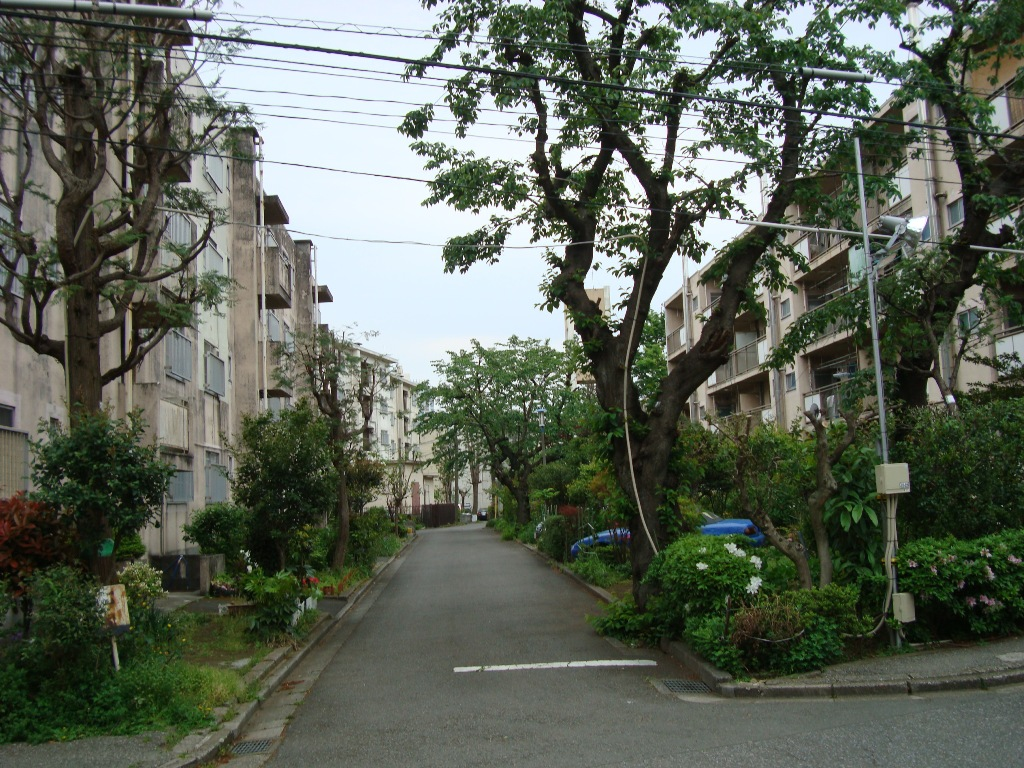
都営青山北町アパート（改築前）
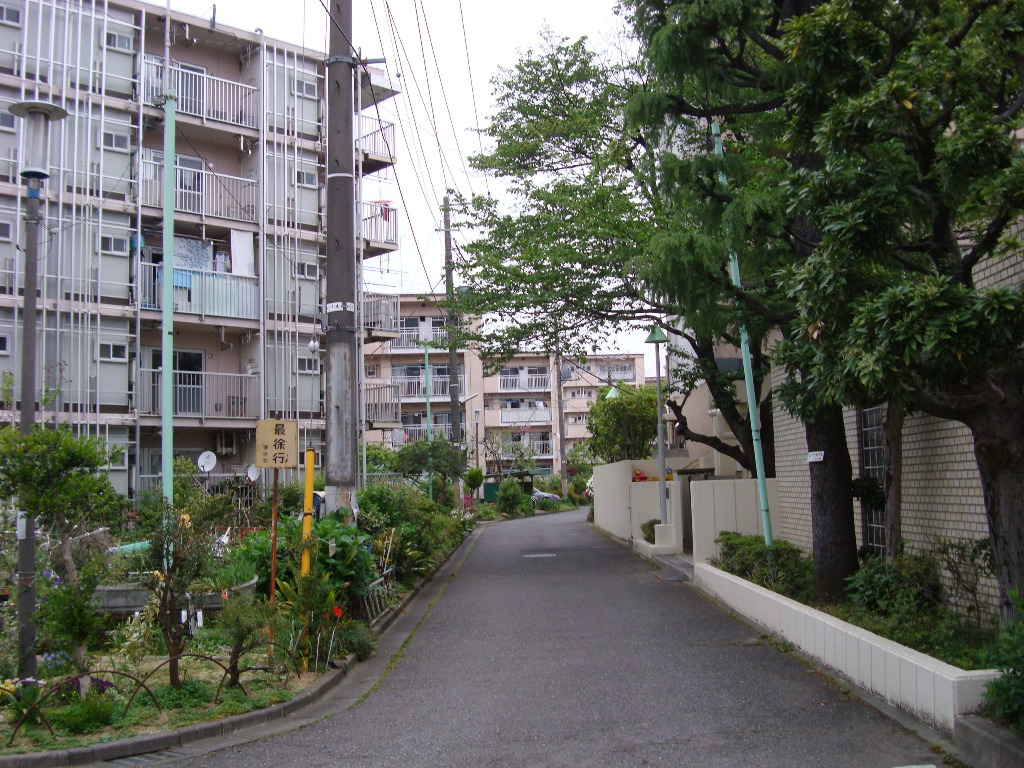
都営青山北町アパート（改築前）
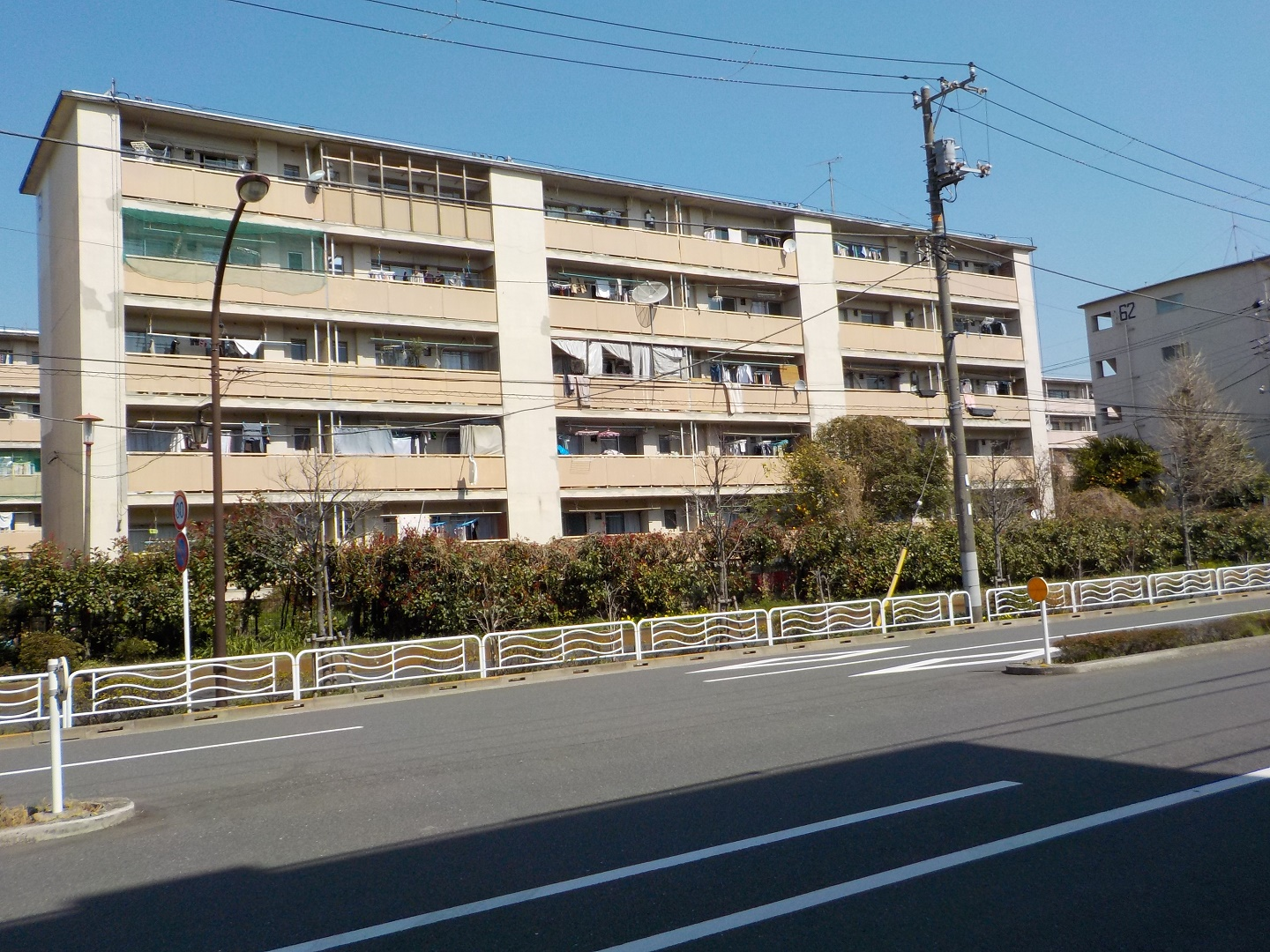
都営辰巳一丁目アパート（改築前）
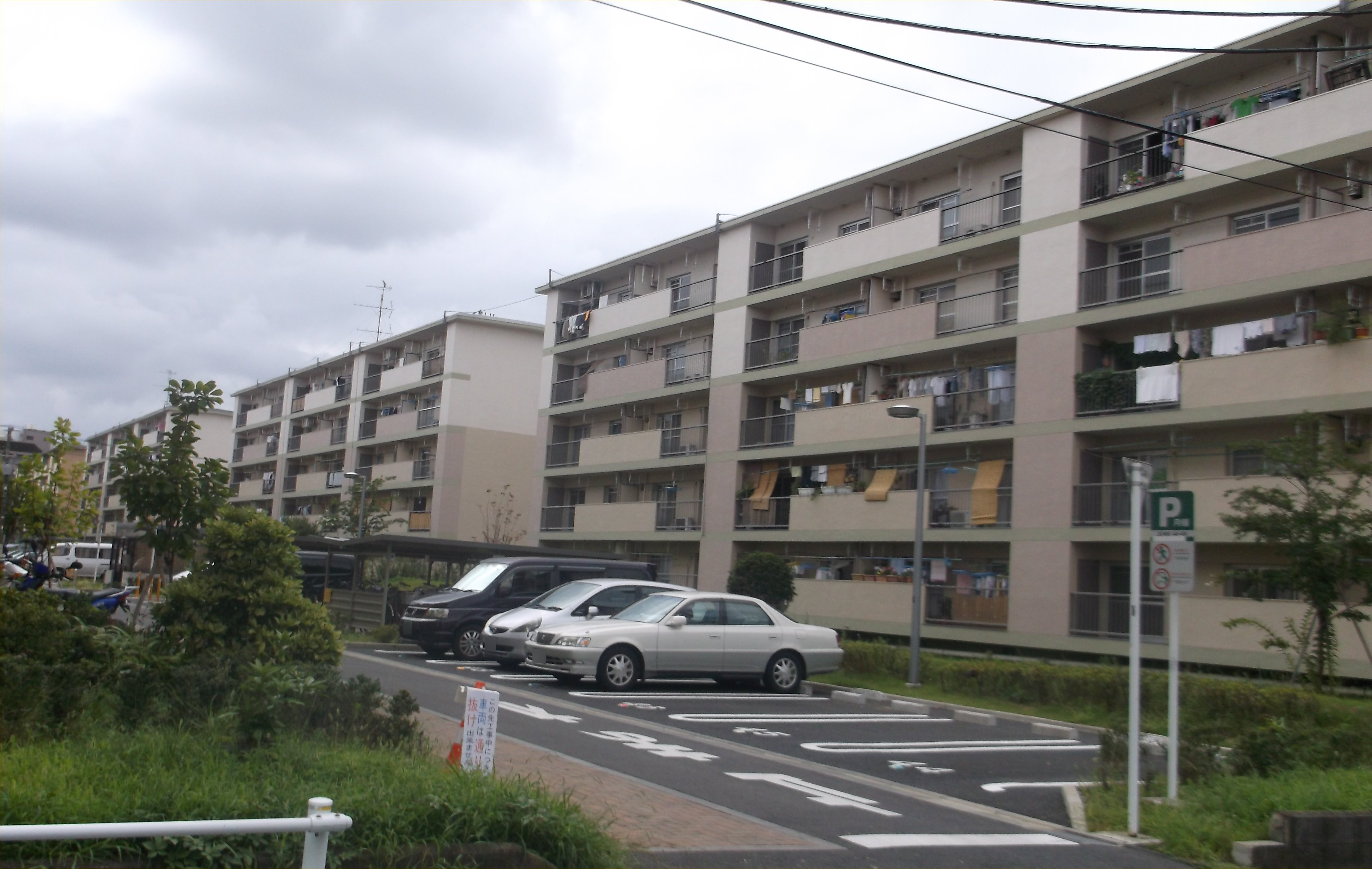
公団花畑団地
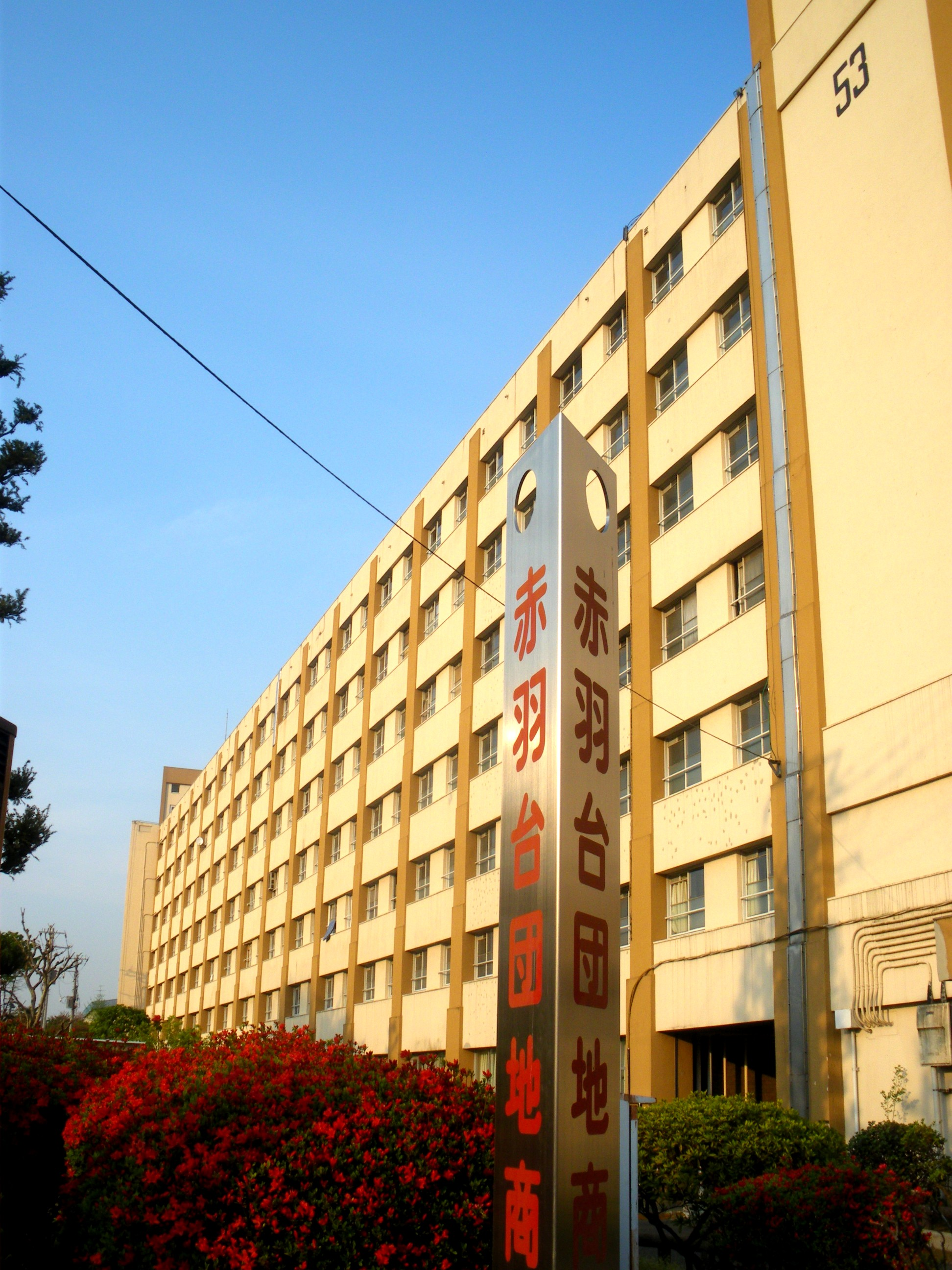
公団赤羽台団地（改築前）
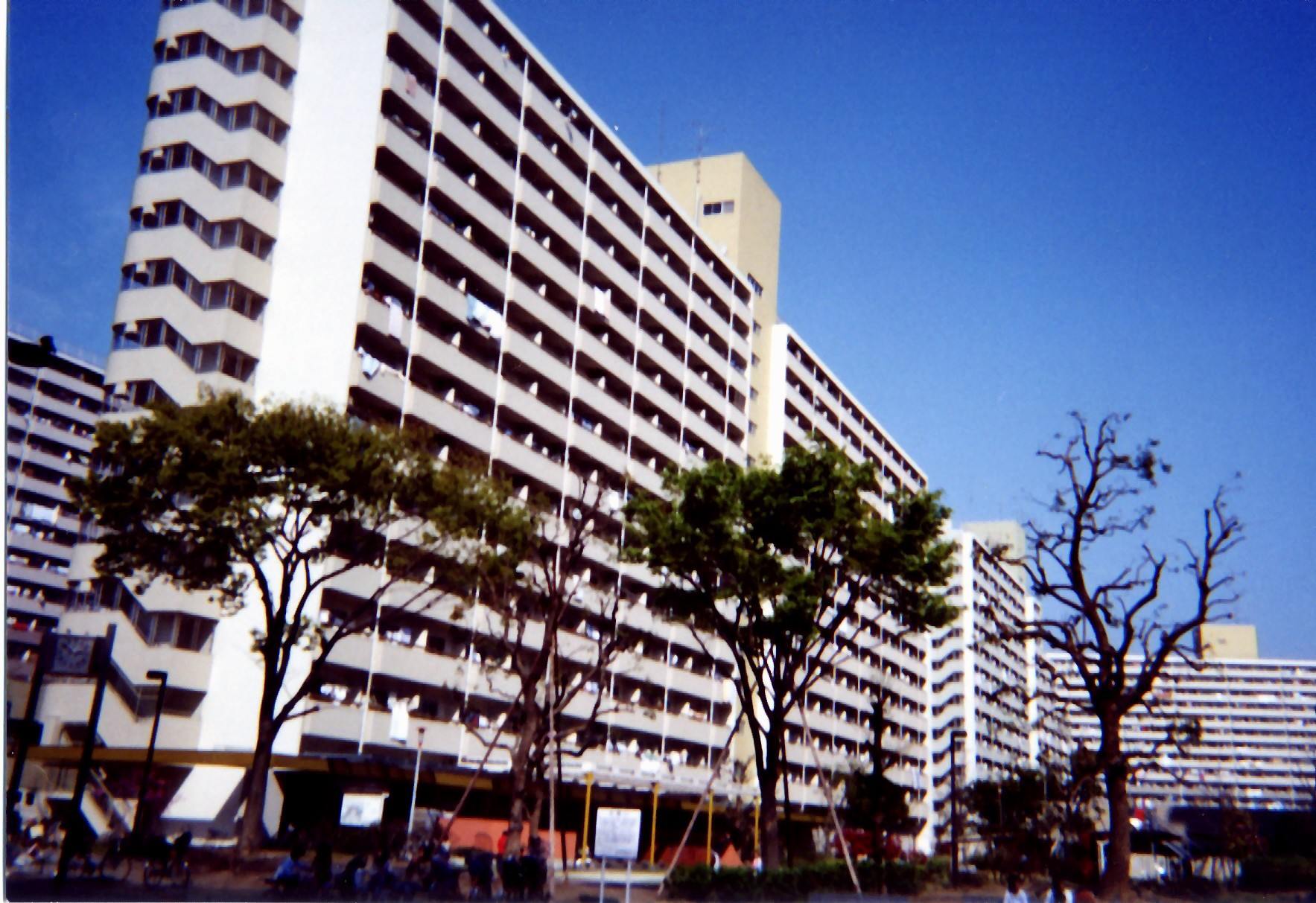
公団高島平団地
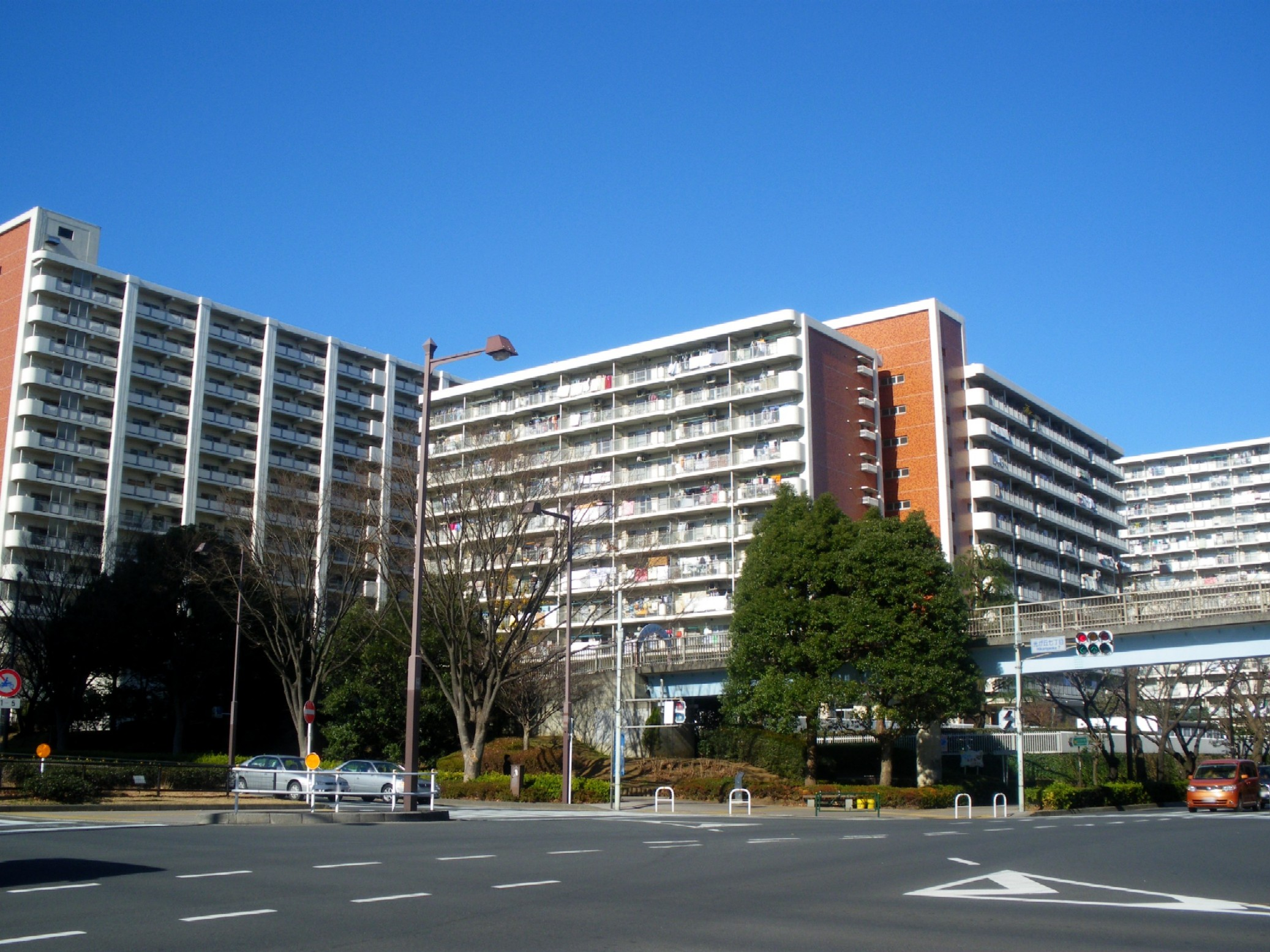
光が丘団地（光が丘7丁目）
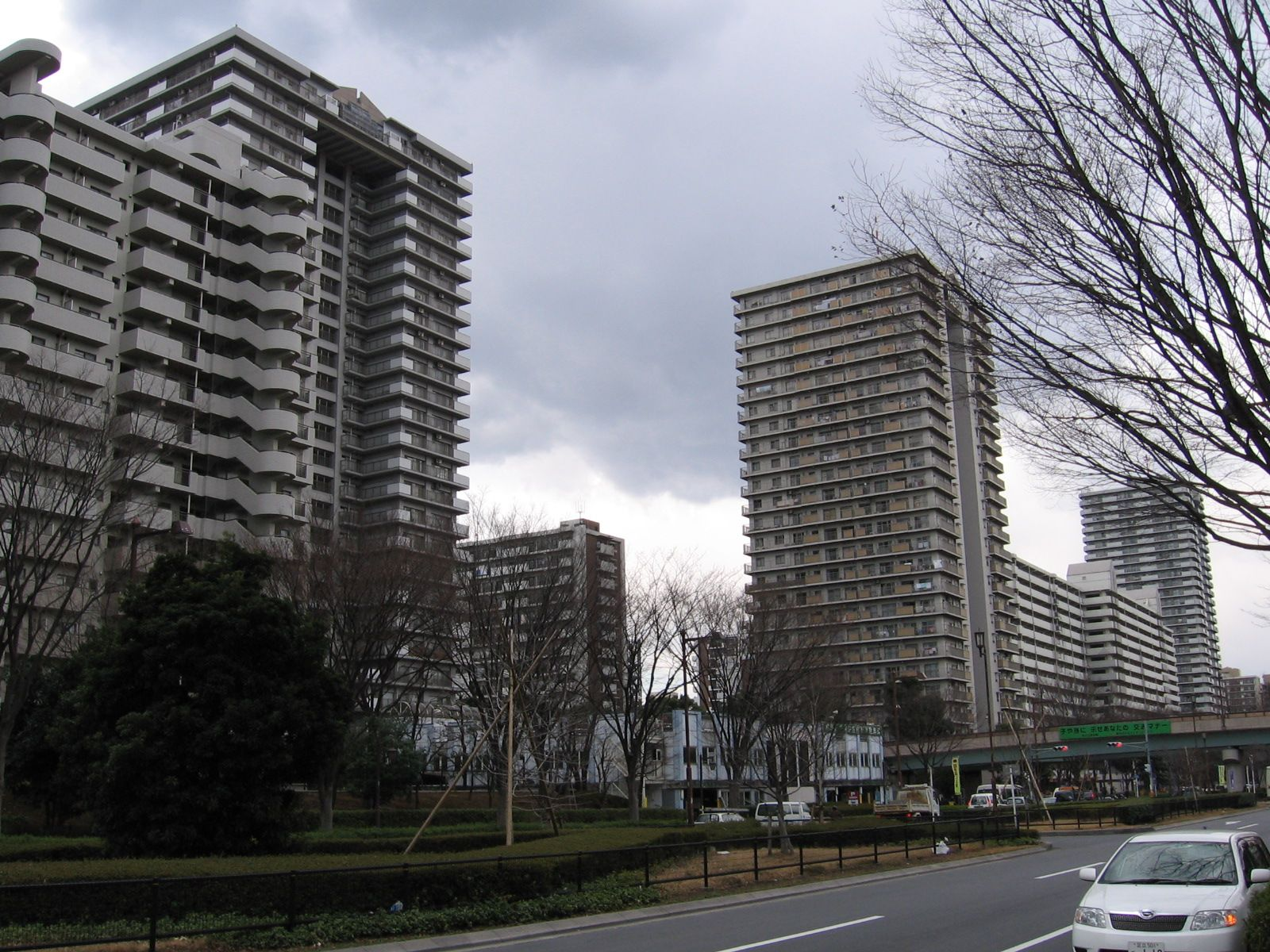
光が丘団地（光が丘3丁目）
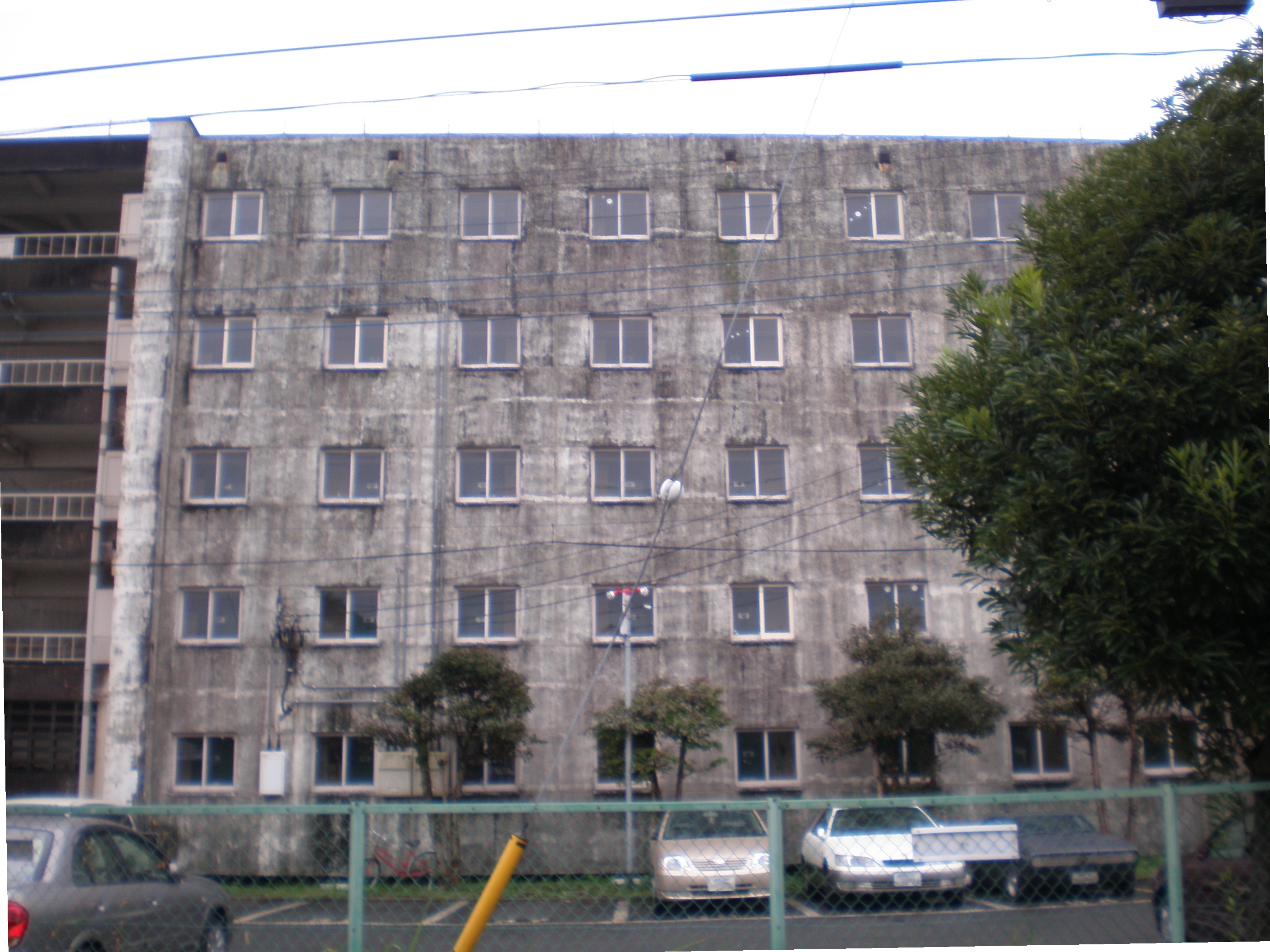
公団荻窪団地（改築前）
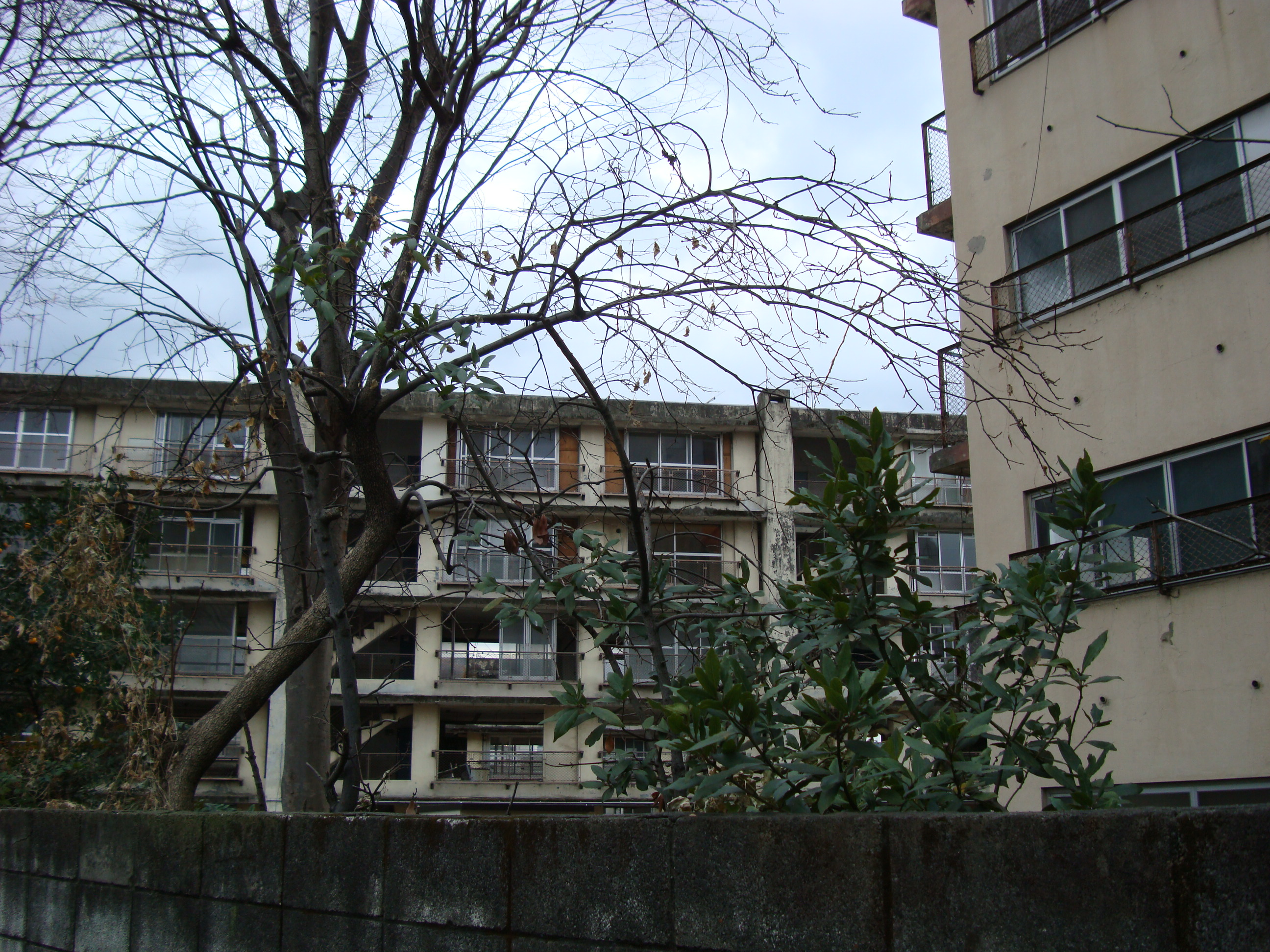
公団原宿団地（解体前）
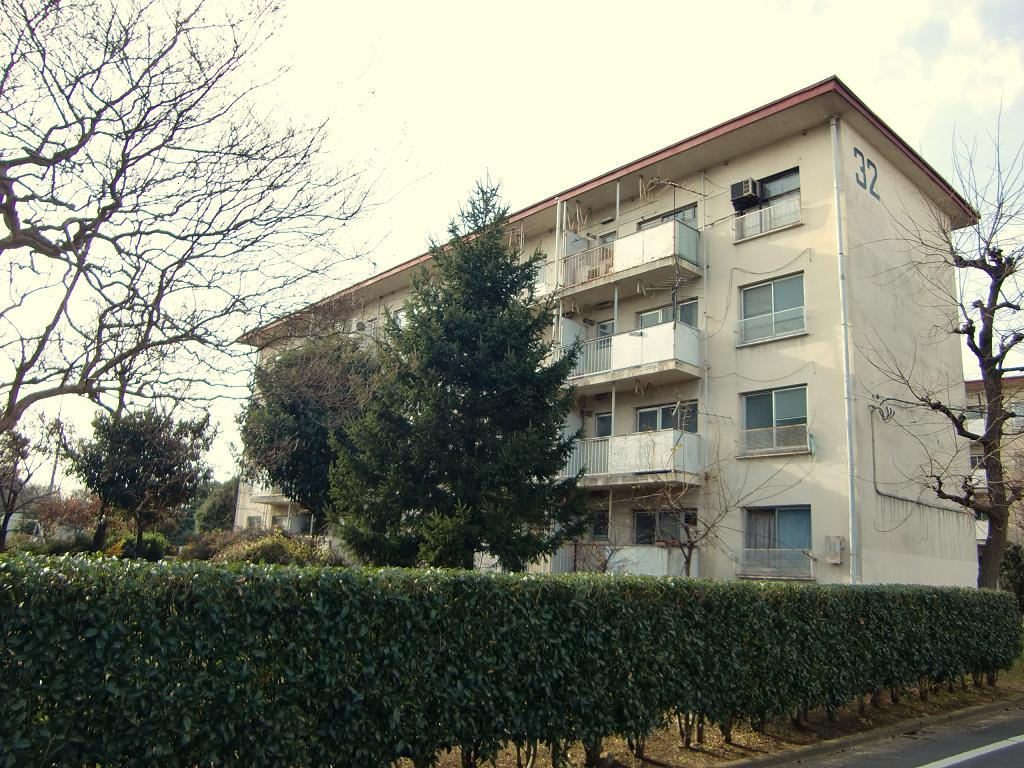
公団阿佐ヶ谷住宅（解体前）
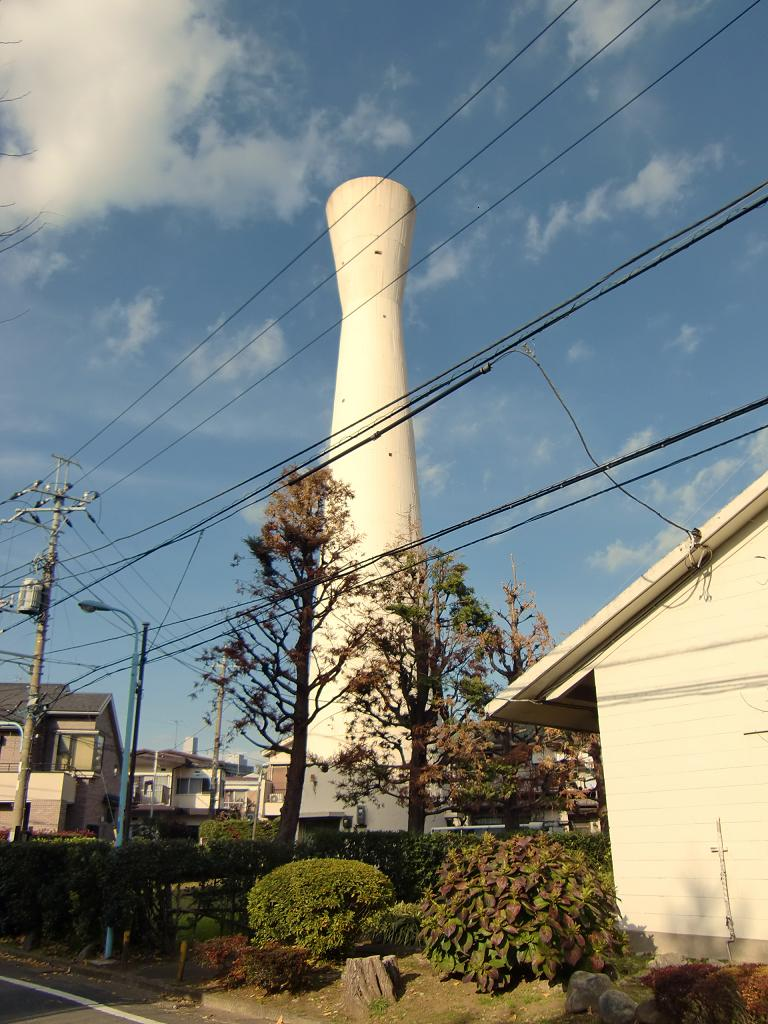
公団阿佐ヶ谷住宅の給水塔（解体前）
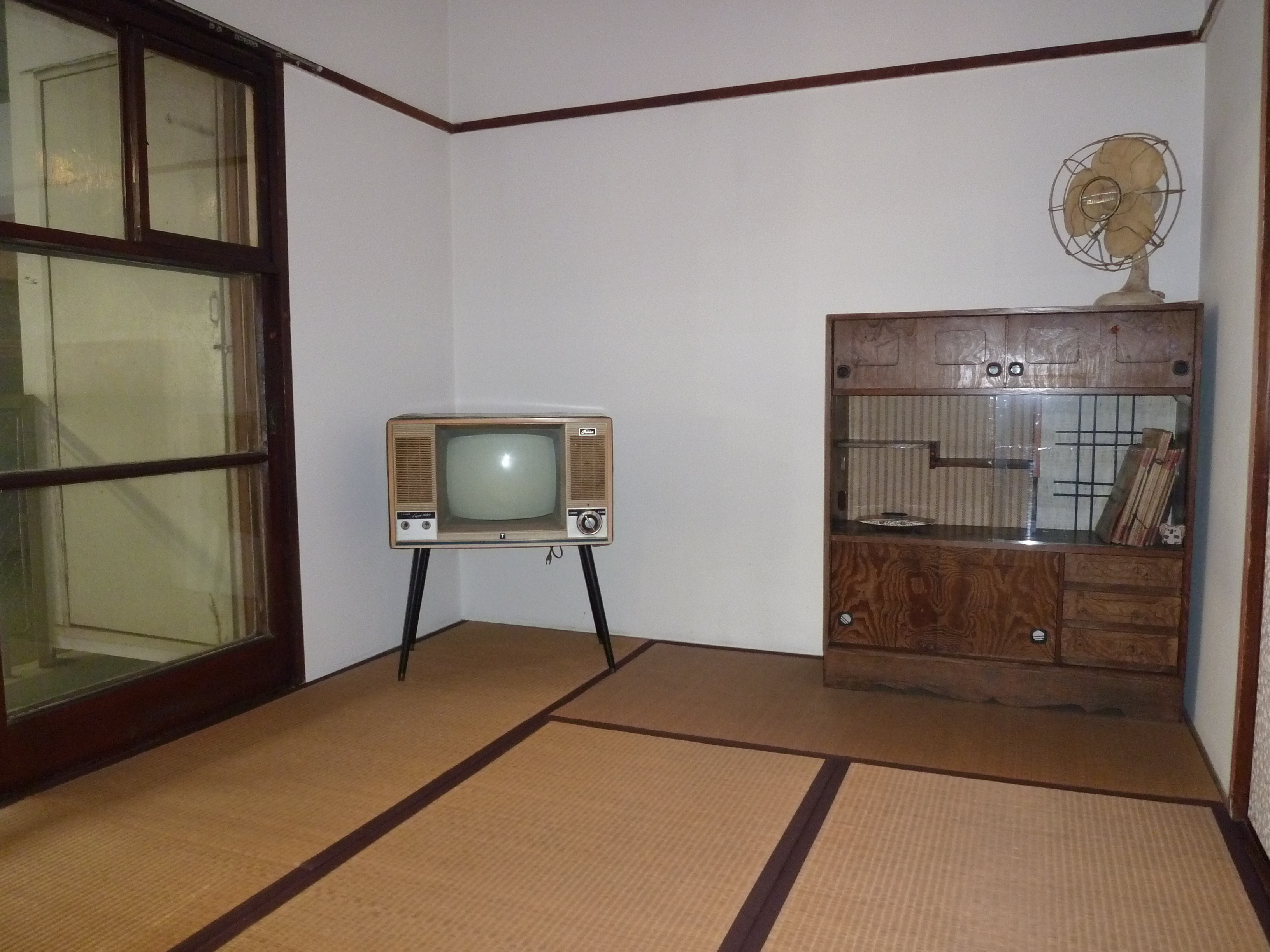
公団蓮根団地の和室（集合住宅歴史館展示）

### 多摩地域
- 多摩ニュータウン
- 八王子ニュータウン（八王子みなみ野シティ）

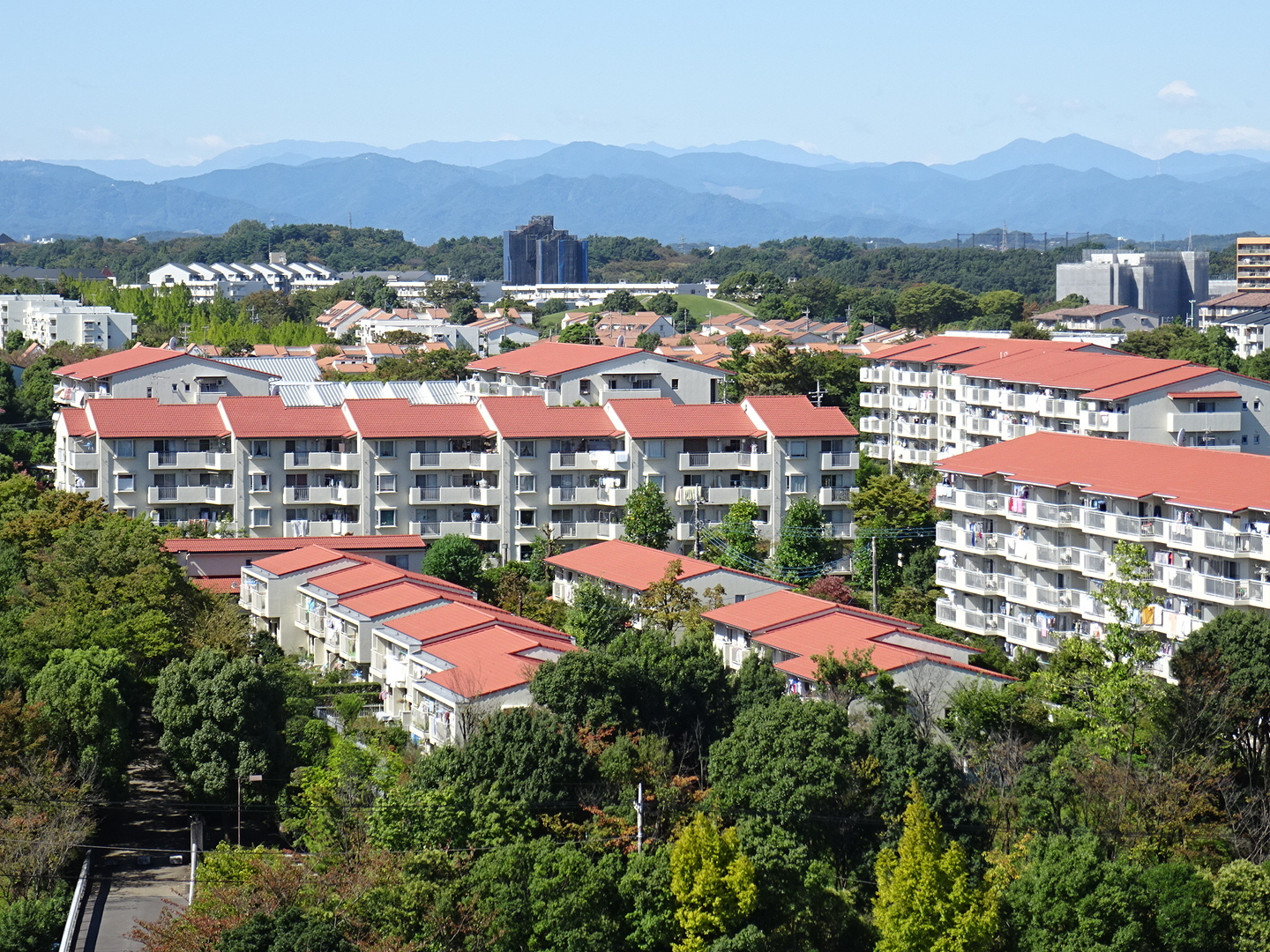
多摩ニュータウン（多摩市落合）
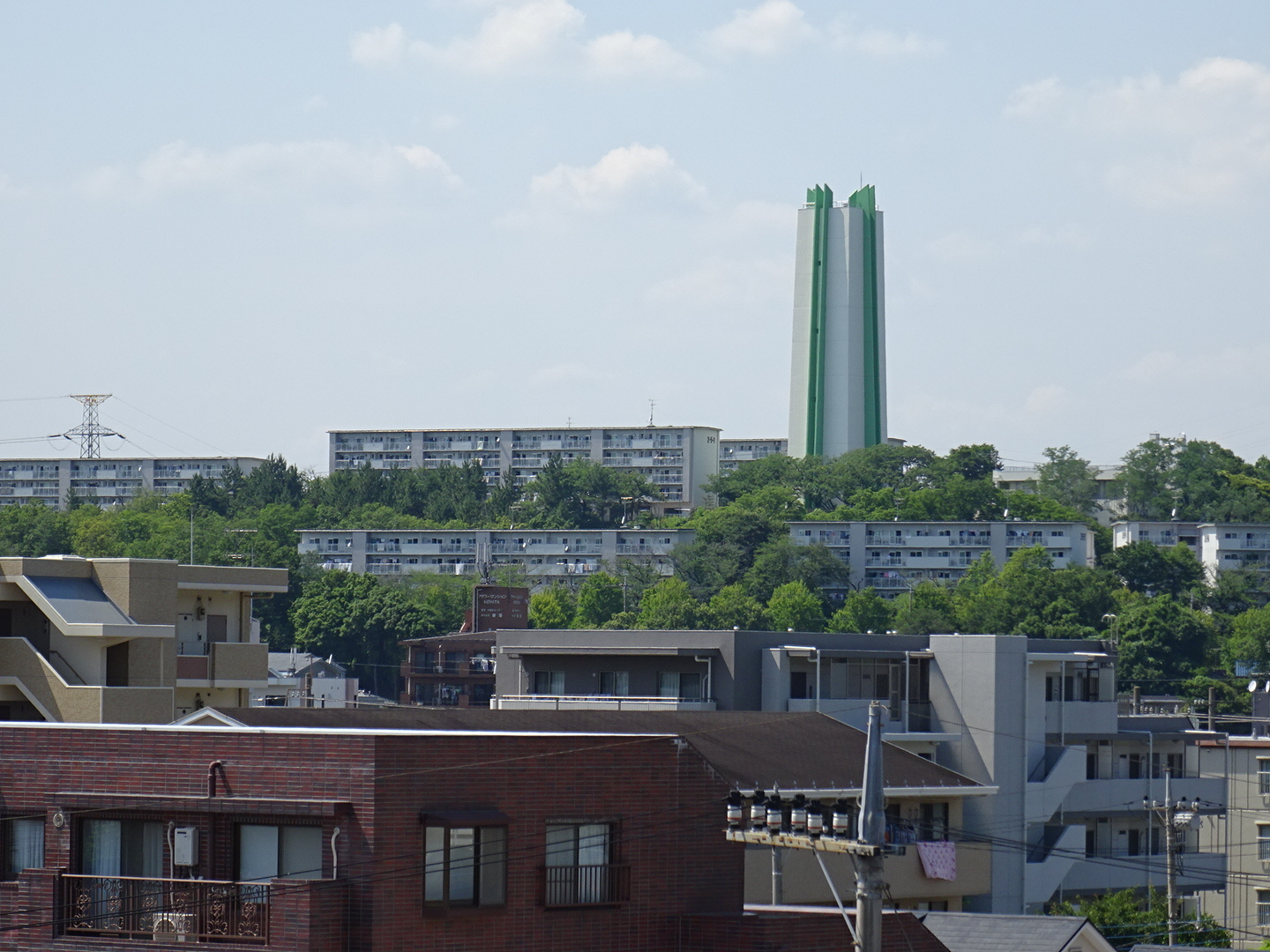
多摩ニュータウン（多摩市・愛宕二丁目住宅の給水塔）
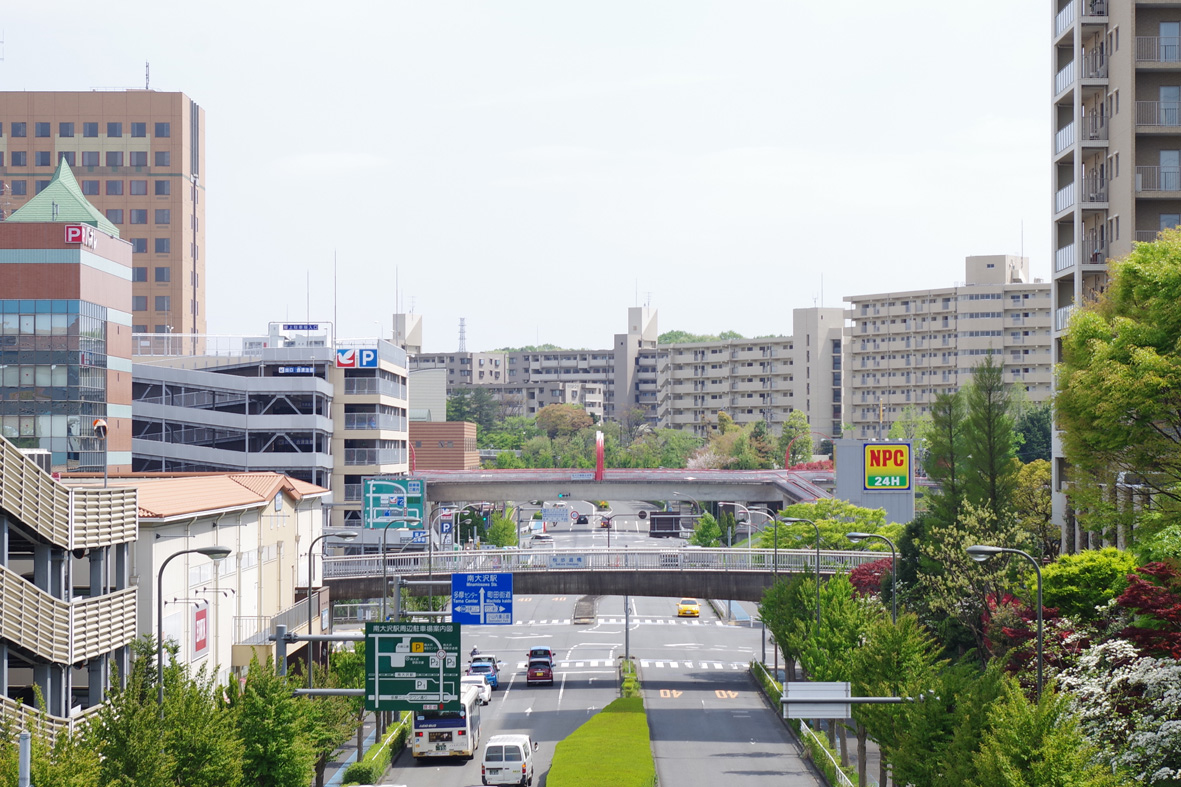
多摩ニュータウン（八王子市南大沢）
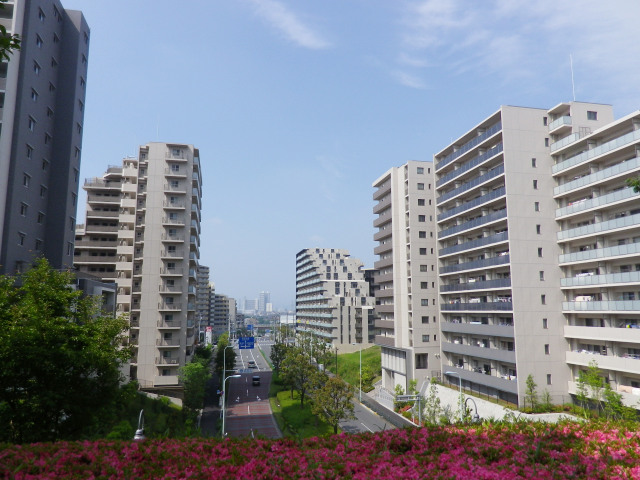
多摩ニュータウン（町田市・多摩境地区）

- 武蔵野緑町団地（日本住宅公団、武蔵野市緑町）→武蔵野緑町パークタウン（住宅・都市整備公団）- 中島飛行機工場跡地に建設。
- 桜堤団地（日本住宅公団、武蔵野市桜堤）→サンヴァリエ桜堤（都市再生機構）
- 牟礼団地（日本住宅公団、三鷹市牟礼）- 日本住宅公団東京支所管内における初の公団賃貸住宅。
- 神代団地（日本住宅公団、調布市・狛江市）
- 多摩川住宅（東京都住宅供給公社、調布市・狛江市）- 東京都住宅供給公社初の大型団地。
- 車返団地（日本住宅公団、府中市白糸台）
- ひばりが丘団地（日本住宅公団、西東京市ひばりが丘・東久留米市ひばりが丘団地）→ひばりが丘パークヒルズ（都市再生機構）- 1959年（昭和34年）竣工。
- 田無西原団地（東京都住宅供給公社、西東京市西原町）
- 滝山団地（日本住宅公団、東久留米市滝山）
- 小平団地（日本住宅公団、小平市喜平町）
- 清瀬旭が丘団地（日本住宅公団、清瀬市旭が丘）
- 国立富士見台団地（日本住宅公団、国立市富士見台）
- 都営松中団地（立川市一番町）- 付近に公団住宅などがある。
- 公団一番町東団地（立川市一番町）
- 都営大山団地（立川市上砂町）- 都民住宅と混在している。
- 立川富士見町住宅（東京都住宅供給公社、立川市富士見町）- 多摩川住宅に続き、1968年3月入居開始。
- けやき台団地（日本住宅公団、立川市・国分寺市）
- 都営中神団地（昭島市中神町）- 付近に関東財務局職員住宅がある。
- 都営中神第二団地（昭島市中神町）
- 都営東中神団地（昭島市福島町）- 東中神駅北口に所在。
- 公団東中神団地（昭島市玉川町）- 東中神駅南口に所在。
- 昭島団地（昭島市郷地町）
- 拝島団地（昭島市拝島町）
- 熊川団地（福生市熊川）
- 多摩平団地（日本住宅公団、日野市多摩平）→多摩平の森（都市再生機構）
- 百草団地（日本住宅公団、日野市百草・多摩市和田）
- 高幡台団地（日本住宅公団、日野市高幡台）
- グリーンヒル寺田（日本住宅公団、八王子市寺田町）
- 館ヶ丘団地（日本住宅公団、八王子市館町）
- ゆりのき台団地（日本住宅公団、八王子市館町）
- 長房団地（八王子市長房町）- 1974年（昭和49年）入居開始の大規模都営団地。東京都の再開発計画「八王子市長房地区まちづくりプロジェクト」により建て替えが進んでいる[6][7]。
- 町田山崎団地（日本住宅公団、町田市山崎町）
- 木曽住宅・町田木曽住宅（東京都住宅供給公社、町田市木曽東ほか）- 町田山崎団地に隣接し「木曽山崎」地区を形成する。
- 境川住宅（東京都住宅供給公社、町田市木曽東）
- 森野住宅（東京都住宅供給公社、町田市森野）
- 藤の台団地（日本住宅公団、町田市藤の台）
- 鶴川団地（日本住宅公団、町田市鶴川）
- 小山田桜台団地（住宅・都市整備公団、町田市小山田桜台）
- 平尾団地（東京都住宅供給公社、稲城市平尾）- 地理的に川崎市麻生区（栗平駅・新百合ヶ丘駅）との結び付きが強い。
- 都営村山団地（武蔵村山市緑が丘） - 都内最大級の都営団地[8][9]。1964年（昭和39年）から1967年（昭和42年）にかけて5,260戸建設、1966年（昭和41年）入居開始[8][9]。2016年より東京都の「緑が丘地区地区計画」により建て替え工事開始[8][9]。

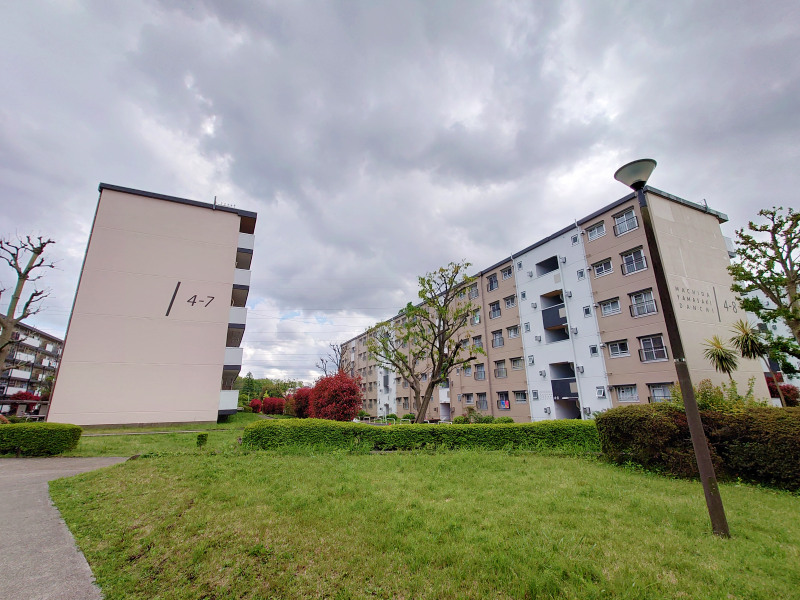
公団町田山崎団地（4街区、リノベーション後）
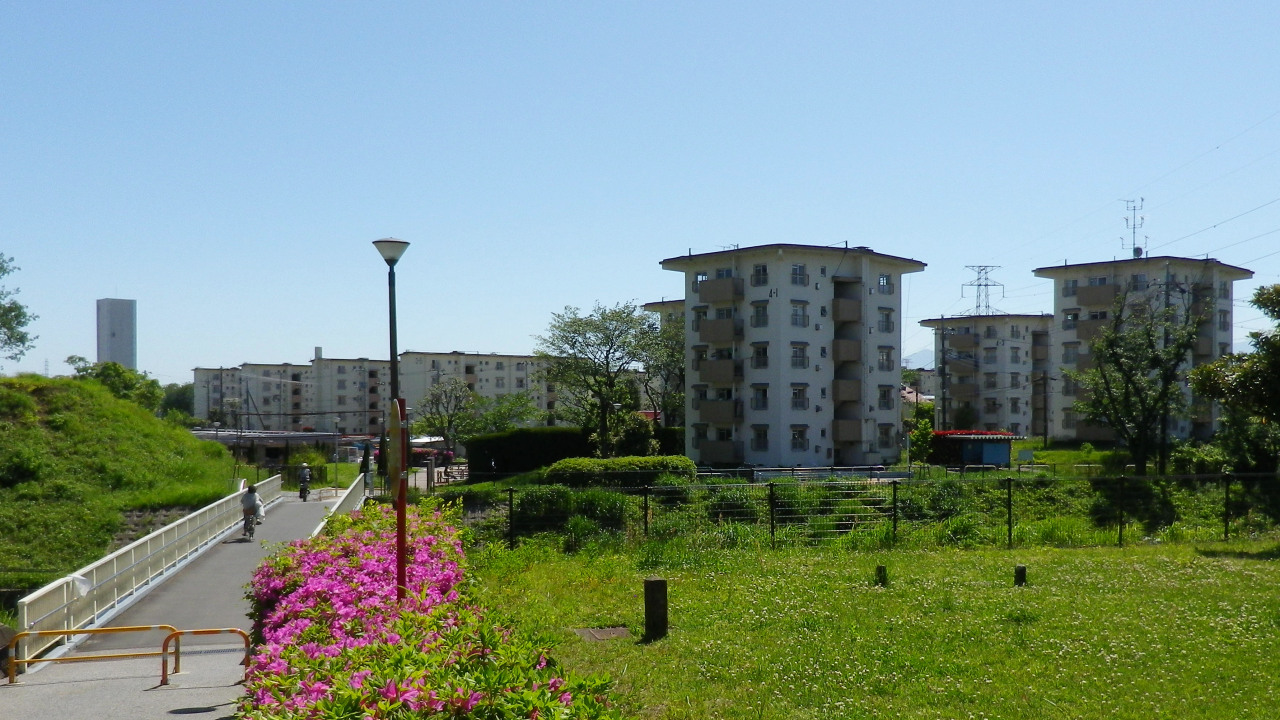
公団町田山崎団地（3・4街区）
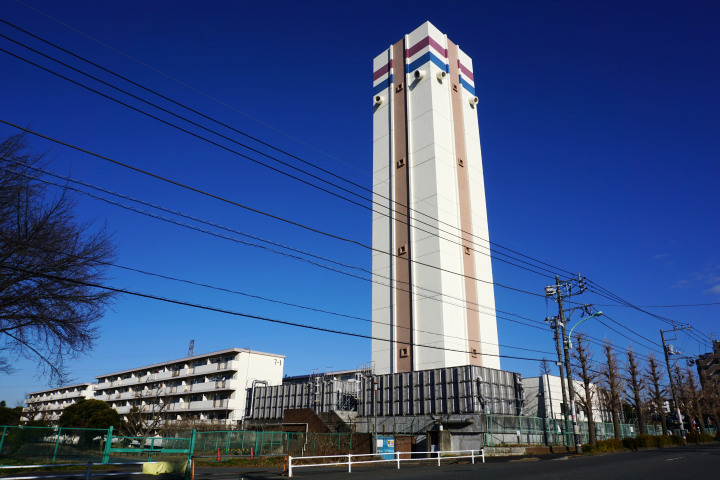
公団町田山崎団地の給水塔
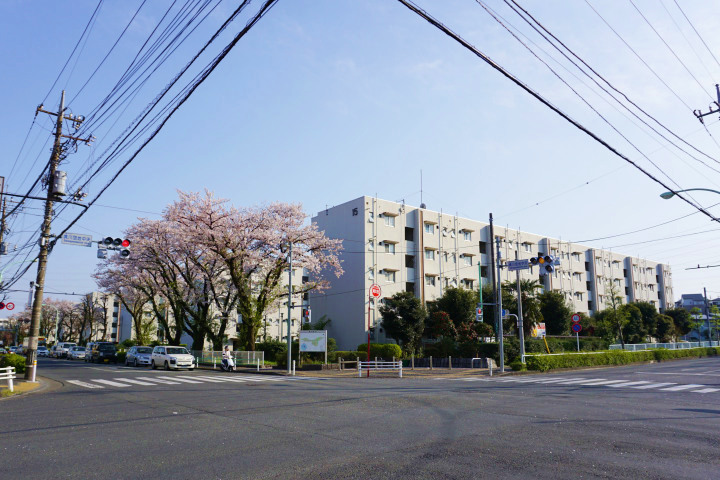
公社境川住宅
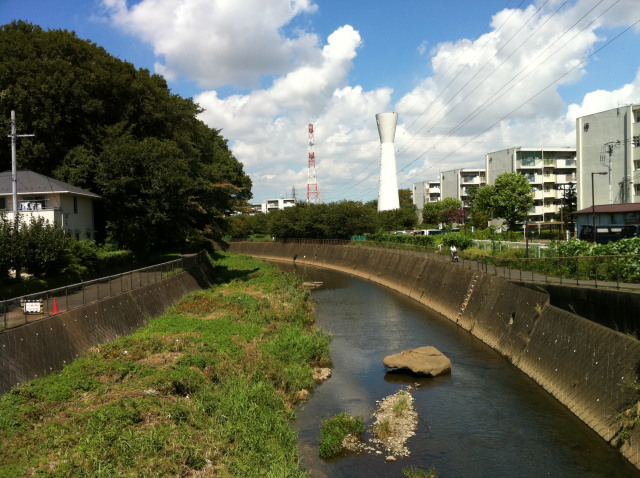
公社境川住宅と給水塔
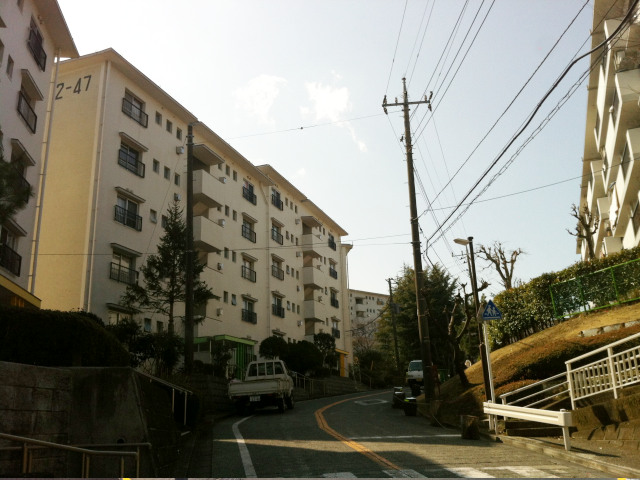
公団藤の台団地
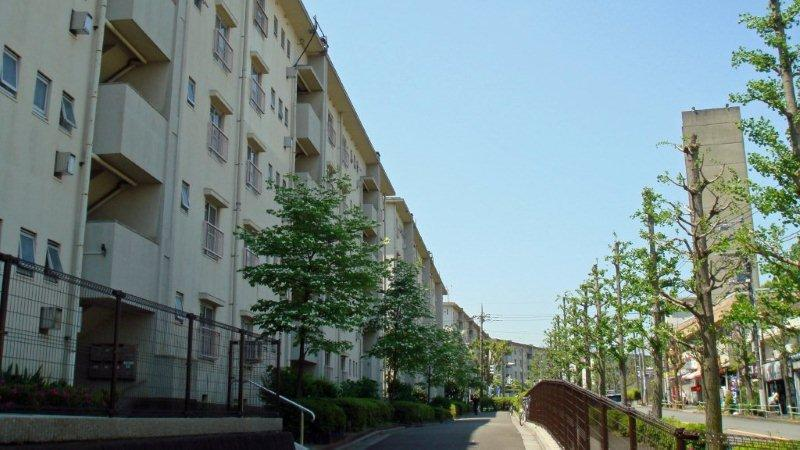
公団鶴川団地
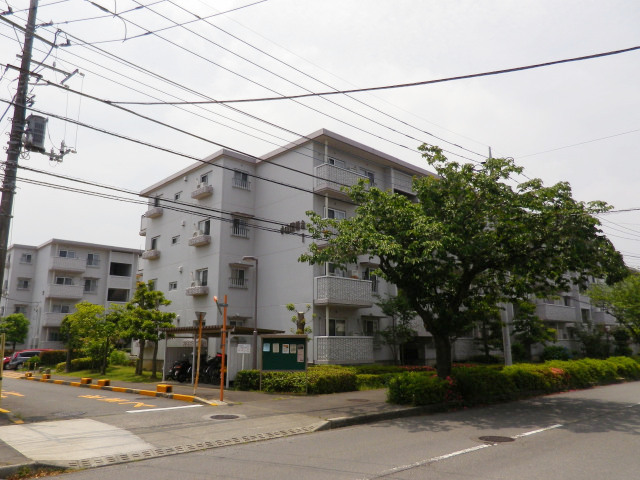
公団小山田桜台団地
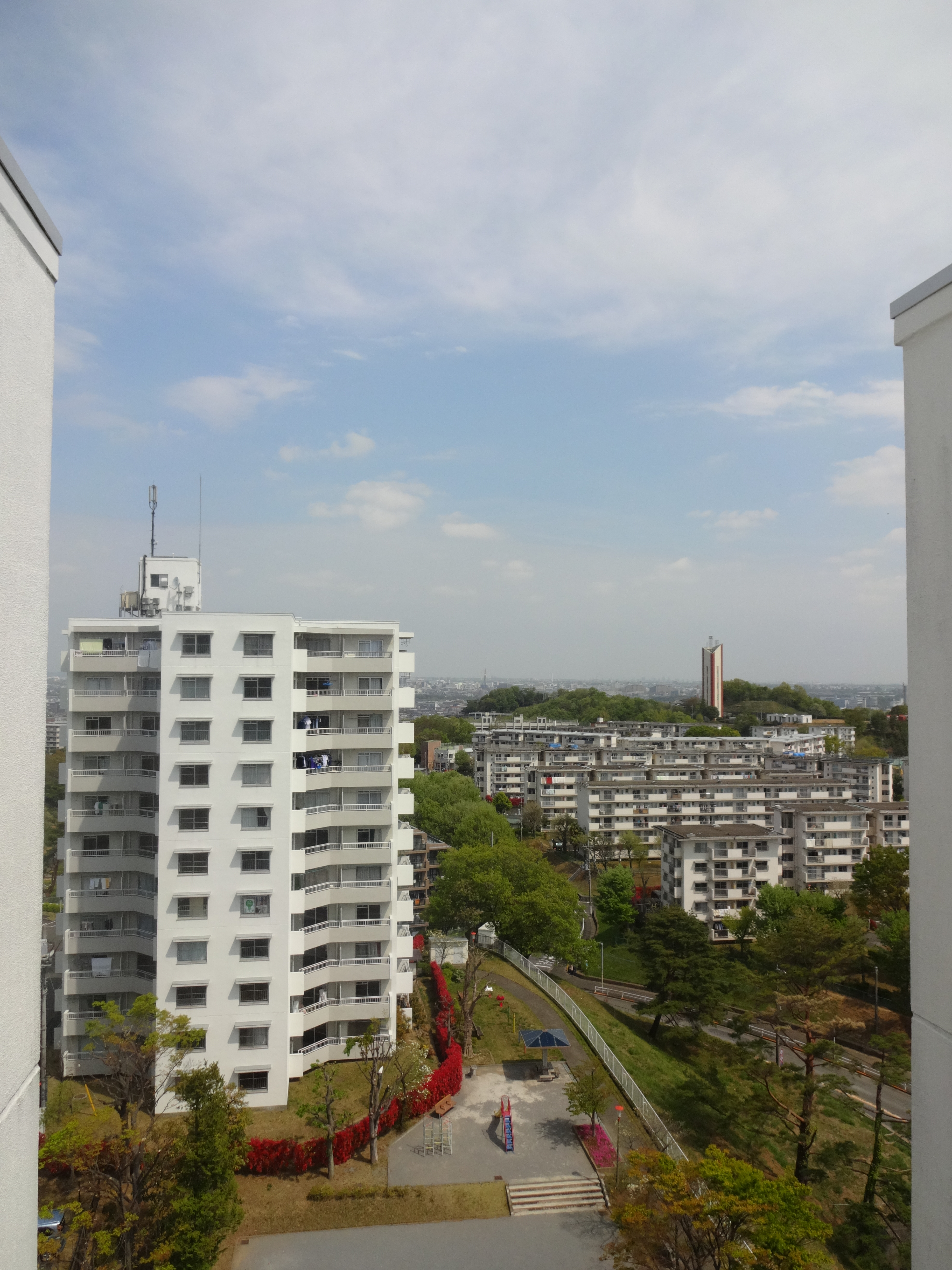
公団百草団地
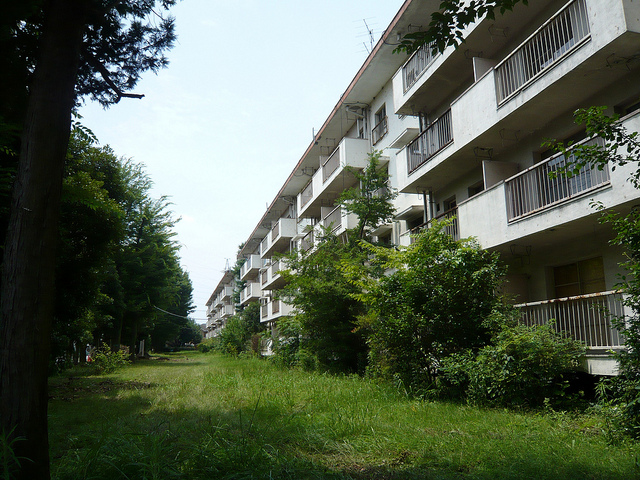
公団多摩平団地（リノベーション前）
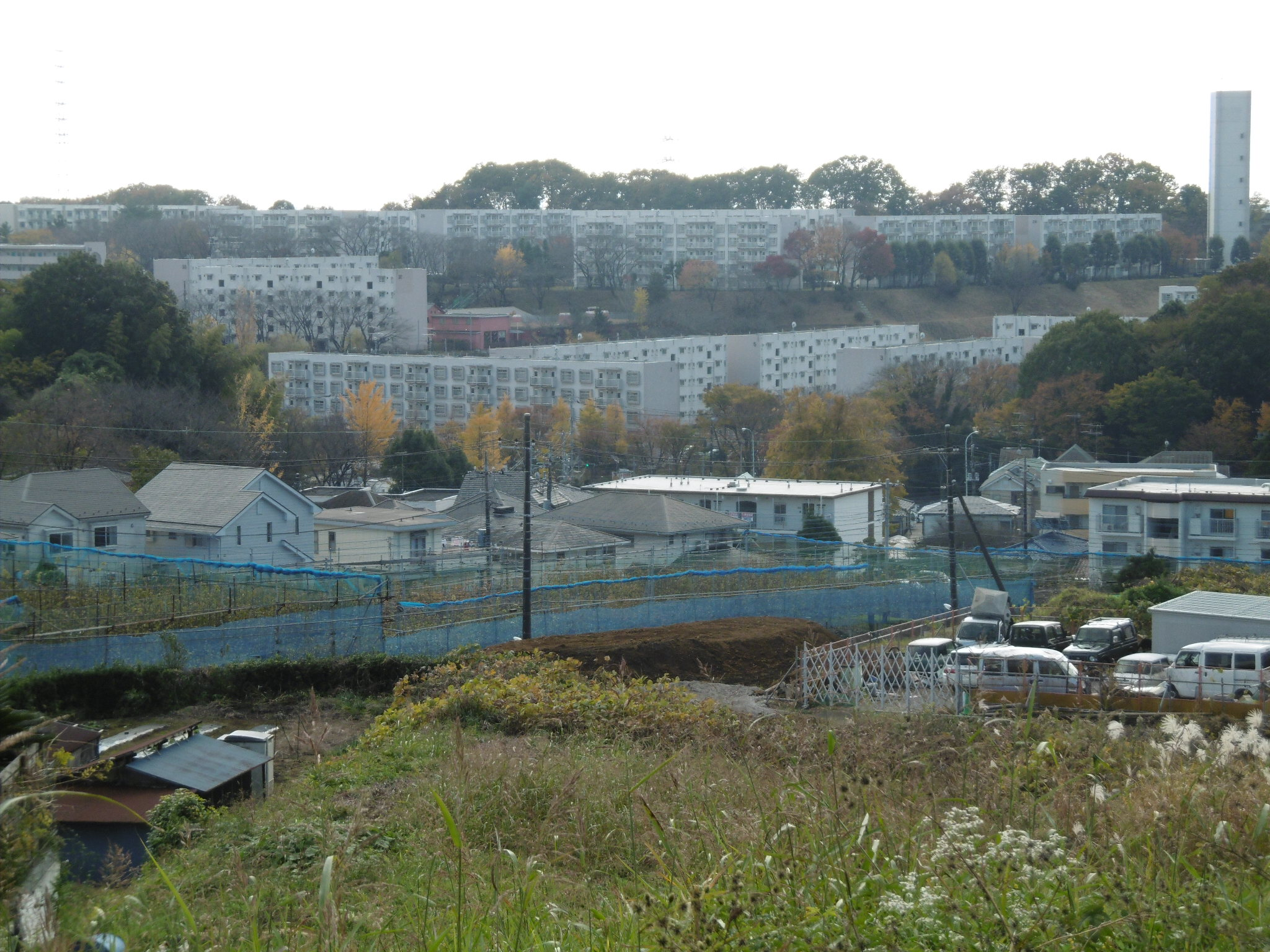
公社平尾団地

## 埼玉県

### 公団（現UR）住宅
東松山市
- パークタウン五領（むさし緑園都市）

所沢市
- プラザシティ新所沢けやき通り
- プラザシティ新所沢けやき通り第2
- 新所沢団地（緑町、1959年4月築。建替済。旧日本住宅公団関東支所）

新座市
- 新座団地

川越市、鶴ヶ島市
- 川鶴グリーンタウン

三郷市
- みさと団地 - URでは日本全国第2位の規模、総戸数約9,000戸。

ふじみ野市
- 霞ヶ丘団地（霞ヶ丘、1959年5月築。テラスハウス数棟が現存、全面建て替え。旧日本住宅公団関東支所）
- 上野台団地 （コンフォール上野台、1960年7月築。一部建替工事中。旧日本住宅公団関東支所）

久喜市
- 久喜青葉団地
- 久喜パークタウン

行田市
- 行田団地

和光市
- 公団西大和団地デュプレ西大和（和光市西大和団地2、1994年築。旧住宅・都市整備公団、鼎設計事務所、アークポイント）

戸田市
- 戸田団地 （下前、1959年4月築。建替済。旧日本住宅公団関東支所）
- 戸田笹目通団地（下前、市街地住宅。1963年9月築。現存、譲渡返還。旧日本住宅公団関東支所）

春日部市
- 武里団地
- 春日部小渕団地

川越市
- 川越ニューシティいせはら（伊勢原町）

川口市
- 川口栄町団地（栄町、1960年12月築。建替済、譲渡返還。旧日本住宅公団関東支所）
- 川口幸町団地（幸町、1961年12月築。現存、譲渡返還。旧日本住宅公団関東支所）
- 川口青木町団地（青木、1964年8月築。現存、譲渡返還。旧日本住宅公団関東支所）
- 川口仲町団地（西川口、1962年12月築。現存、譲渡返還。旧日本住宅公団関東支所）
- 川口並木町団地（並木、1964年2月築。現存、譲渡返還。旧日本住宅公団関東支所）
- 仁志町団地（西川口、1961年8月築。現存、譲渡返還。旧日本住宅公団関東支所）
- 飯塚団地（飯塚、1957年11月築。建替済。旧日本住宅公団関東支所）
- コンフォール東鳩ヶ谷（旧・公団東鳩ヶ谷団地。桜町、1958年8月築。建替済。旧日本住宅公団関東支所）
- コンフォール西鳩ヶ谷（旧・公団西鳩ヶ谷団地。里、1958年8月築。建替工事中。旧日本住宅公団関東支所）

草加市
- 草加松原団地 （松原、1962年12月築。建替工事中。旧日本住宅公団関東支所）
- 草加団地（中央、1960年7月。1棟のみ現存。旧日本住宅公団関東支所）

富士見市
- 鶴瀬団地（鶴瀬西。第一団地は1957年11月築、建替済。第二団地は1962年6月築、一部が建て替えられコンフォール鶴瀬。旧日本住宅公団関東支所）

朝霞市
- 東朝霞団地（仲町、1960年4月築。建替済。旧日本住宅公団関東支所）

さいたま市
- 田島団地
- 宮原団地（北区本郷町、1957年12月築。建替済。旧日本住宅公団関東支所）
- 西本郷団地（北区本郷町、1956年10月築。建替済。旧日本住宅公団関東支所）
- アーベイン大宮（北区宮原町）
- 大宮桜木団地（大宮区桜木町、1957年12月築。建替済。旧日本住宅公団関東支所）
- アーバンみらい東大宮（見沼区春野）
- 与野団地（中央区下落合、1958年8月築。建替済。旧日本住宅公団関東支所）
- 北浦和団地（浦和区北浦和、1959年11月築。現存、譲渡返還。旧日本住宅公団関東支所）
- 領家立野団地（浦和区領家、1958年12月築。現存。旧日本住宅公団関東支所）
- 浦和仲町団地（浦和区仲町、1961年8月築。現存、譲渡返還。旧日本住宅公団関東支所）
- 浦和領家団地（浦和区領家、1962年10月築。現存、譲渡返還。旧日本住宅公団関東支所）
- 南浦和団地（南区南浦和、1962年5月築。建替済。旧日本住宅公団関東支所）

上尾市
- 尾山台団地（瓦葺）
- 原市団地（原市・瓦葺）

### 埼玉県住宅供給公社
- オクタビアヒル（愛宕、1991年築。埼玉県住宅供給公社、象地域設計）
- コープ愛宕（愛宕、1989年築。埼玉県住宅供給公社、総合設計機構）
- 熊谷下奈良住宅（熊谷市）

### 公営団地・民間団地
さいたま市
- かやのき団地
- 浦和さいど坂の上住宅
- 浦和しらくわ住宅
- 浦和パークハイツ
- 浦和井沼方住宅
- 浦和原山住宅
- 浦和高層住宅
- 浦和細野住宅
- 浦和常盤住宅
- 浦和瀬ヶ崎住宅
- 浦和大久保住宅
- 浦和大谷口住宅
- 浦和第二高層住宅
- 浦和辻住宅
- 浦和南元宿住宅
- 浦和北浦和住宅
- 浦和領家立野住宅
- 加茂川団地
- 岩槻愛宕住宅
- 岩槻金重住宅
- 岩槻慈恩寺住宅
- 岩槻諏訪山下住宅
- 岩槻西原住宅
- 岩槻南平野やまぶき住宅
- 岩槻表慈恩寺住宅
- 岩槻府内住宅
- 砂団地
- 大久保団地
- 大宮稲荷下住宅
- 大宮加茂宮住宅
- 大宮櫛引住宅
- 大宮今羽住宅
- 大宮砂住宅
- 大宮三橋住宅
- 大宮三橋西住宅
- 大宮指扇住宅
- 大宮七里住宅・大宮七里第二住宅
- 大宮東宮下住宅
- 大宮東五番街住宅
- 大宮東門前住宅
- 大谷県営団地
- 大宮小深作はるさと住宅
- 大宮寿能住宅
- 大宮植竹住宅 県営植竹団地
- 大宮西本郷住宅
- 大宮中釘住宅
- 大宮長山住宅 県営長山団地
- 大宮土手町住宅
- 大宮二ツ宮住宅
- 大宮日進あかしや住宅
- 大宮日進さつき住宅
- 大宮宝来住宅
- 大宮本村住宅
- 長山団地
- 辻水深団地
- 東浦和団地
- 東新井団地
- 南浦和第二団地
- 南平野団地
- 別所団地
- 与野高層住宅
- 与野ハウス（上落合、1976年竣工、日本初の高層分譲マンション計4棟。住友不動産）
- 与野上落合住宅
- 与野大戸住宅
- 与野中里住宅

ときがわ町
- 都幾川明覚住宅（番匠）

ふじみ野市
- 上福岡霞ヶ丘住宅（霞ヶ丘）
- 大井東台住宅（大井）
- 大井鶴ヶ岡住宅（鶴ヶ岡）
- 上福岡にいやま東住宅（福岡中央）
- 上福岡にいやま西住宅（福岡中央）
- 上福岡本新田住宅（本新田）

羽生市
- 羽生桑崎住宅（桑崎）
- 羽生城沼住宅（東）
- 羽生須影住宅（南羽生）
- 羽生北袋住宅（北袋）

越生町
- 越生南住宅（越生）

越谷市
- うめが丘団地
- 越谷蒲生住宅（蒲生寿町）
- 越谷蒲生西住宅（蒲生西町）
- 越谷間久里住宅（上間久里）
- 越谷神明住宅（神明町）
- 越谷大袋住宅（袋山）
- 越谷袋山住宅（袋山）
- 越谷新生住宅（大房）
- 越谷弥十郎住宅（弥十郎）
- 越谷鷺高住宅（大沢）
- 越谷大房住宅（大房）
- 越谷南荻島住宅（南荻島）
- 越谷平方住宅（平方）
- 越谷北越谷住宅（北越谷）
- 越谷弥十郎圦前住宅（弥十郎）

横瀬町
- 横瀬五番住宅（横瀬）

桶川市
- 桶川けやき団地
- 桶川坂田ウエスト住宅（坂田）
- 桶川けやき住宅（上日出谷）
- 桶川川田谷住宅（川田谷）
- 桶川倉田住宅（倉田）

加須市
- 加須久下住宅（久下）
- 大利根細間住宅（細間）
- 加須南大桑住宅（南大桑）
- 加須北小浜住宅（北小浜）

皆野町
- 皆野皆野住宅（皆野）
- 皆野下和田住宅（皆野）

滑川町
- 滑川都住宅（都）

寄居町
- 寄居鉢形住宅（鉢形）

吉川市
- 吉川土場住宅（土場）

久喜市
- 鷲宮くずめ住宅（葛梅）
- わし宮団地（鷲宮）
- 栗橋しづか住宅（栗橋東）
- 栗橋道上住宅（栗橋東）
- 菖蒲寺田住宅（菖蒲町菖蒲）
- 鷲宮金山住宅（鷲宮）

狭山市
- つつじ野団地
- 上の原団地
- 柏団地
- 狭山鵜ノ木住宅（鵜ノ木）
- 狭山笹井住宅（笹井）
- 狭山柏原住宅（柏原）

熊谷市
- 雀宮団地
- 肥塚団地
- 熊谷伊勢町住宅（伊勢町）
- 熊谷下奈良住宅（下奈良）
- 熊谷玉井住宅（久保島）
- 熊谷銀座住宅（銀座）
- 妻沼長井住宅（江波）
- 熊谷曙町住宅（曙町）
- 熊谷石原住宅（石原）
- 熊谷赤城住宅（赤城町）
- 熊谷肥塚住宅（肥塚）
- 熊谷末広住宅（末広）

戸田市
- 戸田下前住宅（下前）
- 戸田河岸住宅（川岸）

幸手市
- 幸手上高野住宅（上高野）
- 幸手南さくら住宅（南）
- 幸手北住宅（北）

行田市
- 佐間団地
- 行田下忍住宅（下忍）
- 行田佐間住宅（佐間）
- 行田持田住宅（持田）
- 行田門井住宅（門井）

鴻巣市
- 生出塚団地
- 鴻巣宮地住宅（宮地）
- 川里広田住宅（広田）
- 鴻巣人形町住宅（人形）
- 鴻巣登戸住宅（登戸）
- 鴻巣八幡田住宅（八幡田）
- 鴻巣箕田住宅（箕田）

坂戸市
- 若葉台団地
- 西坂戸団地
- 東坂戸団地
- 北坂戸駅前団地
- 北坂戸団地
- ジュネス坂戸住宅（千代田）
- 坂戸東坂戸住宅（東坂戸）

三郷市
- 三郷鷹野住宅（鷹野）
- 三郷彦成住宅（彦成）
- パークフィールドみさと（彦成、リクルートコスモスなど民間資本によるニュータウン）

三芳町
- 三芳北永井森の里住宅（北永井）

志木市
- 志木柳瀬川住宅（館）
- 志木中宗岡住宅（中宗岡）

春日部市
- 白百合団地
- 春日部栄町住宅（栄町）
- 春日部下蛭田住宅（下蛭田）
- 庄和金崎はなわ住宅（金崎）
- センターヒルズ春日部住宅（中央）
- 春日部豊春北住宅（上蛭田）
- 春日部豊春住宅（上蛭田）
- 庄和尾ヶ崎住宅（西金野井）
- 庄和西金野井住宅（西金野井）
- 春日部大沼住宅（大沼）
- 庄和南桜井住宅（大衾）
- 春日部谷原新田住宅（谷原新田）
- 春日部内牧住宅（内牧）
- 春日部南住宅（南）
- 春日部八木崎住宅（粕壁）
- 春日部ひがし住宅（粕壁東）

所沢市
- 所沢コーポラス
- 所沢パークタウン公園通り団地
- 所沢山口団地（山口）
- 春の台団地（山口）
- 三井団地（山口）
- 松が丘団地
- 新所沢第二団地
- ヴィルセゾン小手指（小手指町、1984年築。圓堂建築設計事務所）
- 西武小手指ハイツ
- 武蔵野団地
- 並木通り団地
- 所沢椿峰住宅（小手指南）
- 所沢松郷住宅（松郷）
- 所沢新郷住宅（東所沢）
- 所沢パークタウン武蔵野住宅（並木）
- 新所沢けやき通り住宅（緑町）
- 愛宕山市営住宅

小鹿野町
- 小鹿野高田住宅
- 小鹿野赤平住宅

小川町
- 小川みどりが丘
- 小川大豆五駄住宅
- 小川パークヒル

松伏町
- 松伏つきひじ住宅（築比地）

上尾市
- 上尾根貝戸団地
- 上尾東団地
- 上尾白小鳩団地
- 西上尾第一団地
- 西上尾第二団地
- 上尾シラコバト住宅（上）
- 上尾東町住宅（東町）
- 上尾二ツ宮前住宅（二ツ宮）
- 上尾丸山住宅（平方）

上里町
- 上里大御堂住宅（大御堂）

新座市
- 新座県営団地
- 新座野火止団地
- 新座菅沢住宅（菅沢）
- 新座菅沢第二住宅（菅沢）
- 新座大和田住宅（大和田）
- 新座馬場住宅（馬場）
- 新座本多住宅（本多）
- 新座本多第二住宅（本多）
- 新座野火止南住宅（野火止）
- 新座野火止北住宅（野火止）
- 新座野火止住宅（野火止）

深谷市
- 深谷萱場住宅（見晴町）
- 深谷戸森住宅（戸森）
- 花園黒田住宅（黒田）
- 深谷上柴住宅（上柴町）
- 岡部普済寺住宅（普済寺）
- 深谷緑ヶ丘住宅（緑ヶ丘）

神川町
- 神泉阿久原住宅（下阿久原）

杉戸町
- 杉戸下高野住宅（下高野）
- 杉戸下野住宅（下野）
- 杉戸とねり住宅（杉戸）
- 杉戸清地住宅（清地）
- 杉戸瀬戸住宅（清地）
- 杉戸清地東住宅（清地）
- 杉戸倉松住宅（倉松）

川越市
- かわつる三芳野団地
- 川鶴団地
- 初雁団地
- 新宿町団地
- いせはら団地
- 川越いせはら住宅（伊勢原町）
- 川越西山住宅（笠幡）
- 川越北谷住宅（岸町）
- 川越岸町やまぶき住宅（岸町）
- 川越久下戸住宅（久下戸）
- 川越月吉町団地
- 川越月吉町住宅（月吉町）
- 川越今泉住宅（今泉）
- 川越今福住宅（今福）
- 川越山田住宅（山田）
- 川越小中居住宅（小中居）
- 川越小堤住宅（小堤）
- 川越東坂上住宅（新宿町）
- 川越神明町住宅（神明町）
- 川越仙波町住宅（仙波町）
- 川越的場住宅（的場）
- 川越藤原
- 住宅（藤原町）
- 川越南大塚住宅（南大塚）

川口市
- 川口芝園団地（芝園町）
- 川口安行吉岡住宅（安行吉岡）
- 川口安行原住宅（安行原）
- 川口安行もみじ住宅（安行出羽）
- 川口神根住宅（安行領根岸）
- 川口根岸住宅（安行領根岸）
- 川口芝下住宅（芝下）
- 川口赤山みどりの丘住宅（赤山）
- 川口赤山住宅（赤山）
- 川口道合住宅（道合）
- 道合神戸団地
- 川口飯原住宅（飯原町）
- 川口飯塚町住宅（飯塚）
- 川口行衛住宅（北原台）
- 川口東本郷住宅（本蓮）
- 川口柳崎第二住宅（柳崎）
- 川口柳崎住宅（柳崎）

草加市
- 新栄町団地
- 草加旭町団地
- 草加稲荷住宅（稲荷）
- 草加花栗住宅（花栗）
- 草加原町住宅（原町）
- 草加原町第三住宅（原町）
- 草加原町第二住宅（原町）
- 草加新善町住宅（新善町）
- 草加青柳住宅（青柳）
- 草加柳島住宅（柳島町）
- 草加遊馬住宅（遊馬町）

秩父市
- 秩父阿保住宅（阿保町）
- 秩父永田住宅（永田）
- 秩父久那住宅（久那）
- 荒川上田野北住宅（荒川上田野）
- 荒川上田野住宅（荒川上田野）
- 秩父つばきの森住宅（上影森）
- 吉田塚越住宅（上吉田）
- 秩父相生住宅（相生町）
- 大滝強石住宅（大滝）
- 秩父こぶし住宅（大野原）
- 秩父大野原住宅（大野原）
- 秩父中宮地住宅（中宮地町）
- 秩父堀切住宅（堀切）

朝霞市
- 朝霞田島団地
- 朝霞幸町住宅（幸町）
- 朝霞根岸台住宅（根岸台）

長瀞町
- 長瀞白鳥住宅（井戸）
- 長瀞長瀞住宅（長瀞）
- 長瀞小坂住宅（野上下郷）

鶴ヶ島市
- 鶴ヶ島すねおり住宅（脚折）
- レオナガーデン鶴ヶ島住宅（新町）
- 鶴ヶ島藤の台住宅（藤金）
- 鶴ヶ島南町住宅（南町）
- 鶴ヶ島富士見住宅（富士見）

東松山市
- 月が丘団地
- 袋山団地
- 東武台団地
- 白坂団地
- 東松山五領住宅（五領町）
- 東松山岩花住宅（松山）
- 東松山前山住宅（松山町）
- 東松山滝の本住宅（松葉町）
- ヒルトップ東松山神明住宅（神明町）
- 東松山石橋住宅（石橋）

東秩父村
- 東秩父安戸住宅（安戸）

日高市
- ひだか団地
- 横手台団地
- 日高鹿山住宅（鹿山）

入間市
- 黒須団地
- 上藤沢団地
- 東久保団地
- 東町団地
- 入間向陽台団地（向陽台）
- 入間向陽台住宅（向陽台）
- 入間扇町屋団地
- 入間下藤沢住宅（下藤沢）
- 入間下藤沢みどり住宅（下藤沢）
- 入間上藤沢住宅（上藤沢）
- サンライズ入間藤沢住宅（下藤沢）
- 入間市営住宅霞台団地（扇町屋）
- 入間向原住宅（扇町屋）
- 入間東久保住宅（東町）
- 入間霞川住宅（豊岡）
- 入間野田住宅（野田）
- 入間宮の森住宅（野田）

白岡市
- 白岡下大崎住宅
- 白岡つつじヶ丘住宅

八潮市
- 八潮大原住宅（八潮）
- 八潮緑町住宅（緑町）

飯能市
- 美杉台ニュータウン
- 富士見団地
- 平松団地
- 飯能川寺住宅
- 飯能中山住宅

富士見市
- アイムふじみ野
- みずほ台団地
- 富士見鶴馬住宅（鶴馬）
- 埼玉県営富士見鶴瀬団地、鶴瀬第二団地

北本市
- 北本中丸住宅（中丸）
- 北本二ツ家住宅（二ツ家）
- 北本本宿住宅（本宿）

本庄市
- 本庄南本町住宅（駅南）
- 児玉久美塚住宅（児玉町児玉）
- 本庄小島住宅（小島）
- 本庄諏訪住宅（朝日町）
- 本庄朝日町住宅（日の出）
- 本庄日の出住宅（日の出）
- 本庄北諏訪住宅（日の出）

毛呂山町
- 毛呂山いわい住宅
- 毛呂山長瀬住宅
- 毛呂山上宿住宅
- 毛呂本郷住宅

嵐山町
- 嵐山小梅住宅
- 嵐山平沢住宅

蓮田市
- 新井団地
- 蓮田山ノ内住宅

和光市
- 諏訪原団地
- 南大和団地

蕨市
- 蕨錦町住宅（錦町）
- 蕨ふれあい住宅（錦町）
- 旧電電武蔵藤沢社宅

## 茨城県

### 公団（現UR）住宅
取手市
- 戸頭団地（戸頭）
- 井野団地
- 取手井野第二団地

つくば市
- さくら団地、アルセッド建築研究所、CHS、1985年
- 吾妻一丁目団地
- 春日団地
- 松代三丁目団地
- 二の宮団地
- 二の宮第二団地
- 並木四丁目団地
- つくば松代四丁目団地
- つくば松代四丁目第二団地
- 竹園団地
- 竹園第二団地

牛久市
- エスカード牛久駅前ハイツ団地

龍ケ崎市
- アクティ佐貫団地

### 公営団地その他
- 多賀山地#団地 (茨城県北東部）
- 小山団地（茨城町）
- 片岡ハイツ（茨城町）
- 木部東部グリーンタウン（茨城町）
- 桜丘団地（茨城町）
- 桜団地（茨城町）
- 桜の郷（茨城町）
- サングリーン奥谷（茨城町）
- 明光台団地（茨城町）
- 大谷田団地(日立建機足立工場跡地)
- 小野崎団地、内井昭蔵建築設計事務所・三上設計事務所、1985年
- 県営六番池団地、現代計画研究所、接地型、1976年
- 県営会神原団地、現代計画研究所・三上建築事務所、接地型、1977年
- 県営滑川アパート、長谷川逸子・横須賀満夫建築設計事務所、1998年
- 県営三和アパート、三上晴久＋三上建築事務所・横須賀満夫建築設計事務所、1997年
- 県営松代アパート、大野秀敏＋アプル・三上設計事務所、中庭型、1991年
- 県営西妻アパート、市浦都市開発建築コンサルタンツ、建替え、1992年
- 県営石岡南台アパート（石岡市）大野秀敏＋アプル、中庭型、1991年
- 県営長町アパート、富永譲＋フォルムシステム設計研究所他、既成市街、1996年
- 県営田沢台団地、現代計画研究所・内井昭蔵建築設計事務所他、1982年
- 水戸桜ヶ丘アパート（水戸市、1984年）曽根幸一
- 4丁目県営団地 (龍ケ崎市、竜ヶ崎ニュータウン内)
- つくばね自由ヶ丘団地（つくば市）

ひたちなか市
- ひたちなか市営大成住宅
- ひたちなか市営勝倉アパート
- はしかべコーポラス
- 県営東石川アパート
- 日製大成アパート
- 大成宿舎
- 薬師台団地
- グリーンハイツ大成
- 新地マンション
- ケイセイグランドハイツ
- 柴田第二アパート
- 宮前テラスアパート
- 市毛アパート
- もみじが丘アパート
- 県営田彦団地
- 稲田アパート

つくばみらい市
- つくばみらい市営古川団地（古川）
- つくばみらい市営秋葉山住宅

土浦市
- 土浦市営木田余東台団地
- 土浦市営西神立団地
- 土浦市営大塚団地
- 土浦市営竹の入第1団地
- 土浦市営竹の入第2団地
- 土浦市営南ケ丘団地
- 土浦市営都和テラス団地
- 土浦市営都和団地
- 土浦市営神立団地
- 土浦市営中村団地
- 土浦市営中高津団地
- 土浦市営大岩田団地
- 土浦市営西板谷団地
- 土浦市営霞ケ岡第二団地
- 土浦市営霞ケ岡第一団地
- 土浦ひばり団地
- 永国団地

東海村
- 南台団地

牛久市
- みどり野団地
- 小坂団地
- 牛久市営神谷住宅
- 牛久市営南裏住宅

取手市
- 取手市営駒場住宅

## 栃木県
- ニュー富士見ヶ丘団地（宇都宮市横山）
- 宇都宮さつき団地（宇都宮市）
- 宇都宮市営団地泉が丘住宅
- 宇都宮市営団地和尚塚住宅
- 宇都宮市営団地東原住宅
- 宇都宮市営団地細谷住宅
- 宇都宮市営団地宮原住宅
- 宇都宮市営団地富士見住宅
- 宇都宮市営団地瑞穂野住宅
- 宇都宮市営団地日の出住宅
- 宇都宮市営団地下栗住宅
- 宇都宮市営団地山王住宅
- 宇都宮市営団地上原住宅
- 宇都宮市営団地関原1号棟
- 宇都宮市営団地関原2号棟
- 宇都宮市営団地末広住宅
- 宇都宮市営団地泉が丘住宅
- 宇都宮市営団地今泉住宅
- 宇都宮市営団地今泉第二住宅
- 宇都宮市営団地今泉第三住宅
- 宇都宮市営団地江曽島住宅
- 宇都宮市営団地双葉住宅
- 宇都宮市営団地宮原住宅
- 宇都宮市営団地星が丘住宅
- 宇都宮市営団地山王住宅
- 宇都宮市営団地下栗住宅
- 宇都宮市営団地雀宮住宅
- 宇都宮市営団地上原住宅
- 宇都宮市営団地末広住宅
- 宇都宮市営団地宝木住宅
- 本郷台団地（栃木県住宅供給公社）（上三川町西汗）
- あたごハイツ
- 前原団地
- 湯元団地
- 磯原団地
- 上の原団地
- 黒田団地
- 芦野団地
- 高久団地
- 雇用促進住宅福居宿舎（足利市福居町）
- 雇用促進住宅足利朝倉宿舎（足利市朝倉町）
- 雇用促進住宅平出宿舎（宇都宮市平出町）
- 雇用促進住宅沼和田宿舎（栃木市沼和田町）
- 雇用促進住宅栃木日ノ出宿舎（栃木市日ノ出町）
- 雇用促進住宅佐野菊川宿舎（佐野市堀米町）
- 雇用促進住宅佐野米山宿舎（佐野市米山南町）
- 雇用促進住宅稲葉郷宿舎（小山市若木町）
- 雇用促進住宅雨ヶ谷宿舎（小山市雨ヶ谷）
- 雇用促進住宅田町宿舎（真岡市田町）
- 雇用促進住宅大田原宿舎（大田原市浅香）
- 雇用促進住宅矢板宿舎（矢板市末広町）
- 雇用促進住宅西那須野宿舎（那須塩原市下永田）
- 雇用促進住宅氏家宿舎（さくら市草川）
- 雇用促進住宅喜連川宿舎（さくら市フィオーレ喜連川）
- 雇用促進住宅烏山宿舎（那須烏山市城東）
- 雇用促進住宅石橋宿舎（下野市大光寺）
- 雇用促進住宅石橋第二宿舎（下野市下古山）
- 雇用促進住宅上三川南宿舎（上三川町三村）
- 雇用促進住宅益子宿舎（益子町塙）
- 雇用促進住宅芳賀宿舎（芳賀町祖母井）

### 栃木県住宅供給公社
- 四季の森とちぎ
- 本郷台団地（上三川町）

## 群馬県
- 南橘団地 (前橋市南橘町、ほぼ全域が団地。前橋市営団地・群馬県営団地と一部分譲住宅地に）
- 井野団地（県営団地、高崎市）
- 羽黒団地（県営団地、伊勢崎市）
- 下磯部団地（県営団地、安中市）
- 下河原団地（県営団地、高崎市）
- 下郷団地（県営団地、渋川市）
- 下細井団地（県営団地、前橋市）
- 下新田団地（県営団地、前橋市）
- 萱野団地（県営団地、前橋市）
- 観音前団地（県営団地、富岡市）
- 岩神団地（県営団地、前橋市）
- 丘山団地（県営団地、大泉町）
- 牛沢団地（県営団地、太田市）
- 曲輪町団地（県営団地、伊勢崎市）
- 桐淵団地（県営団地、富岡市）
- 近藤団地（県営団地、館林市）
- 金井団地（県営団地、沼田市）
- 金井淵団地（県営団地、高崎市）
- 元宿団地（県営団地、桐生市）
- 元総社団地（県営団地、前橋市）
- 原市第一団地（県営団地、安中市）
- 原市第二団地（県営団地、安中市）
- 広瀬第一団地（県営団地、前橋市）
- 広瀬第二団地（県営団地、前橋市）
- 高根団地（県営団地、館林市）
- 国領団地（県営団地、前橋市）
- 今井団地（県営団地、伊勢崎市）
- 今泉団地（県営団地、伊勢崎市）
- 三ツ木団地（県営団地、伊勢崎市）
- 山王団地（県営団地、伊勢崎市）
- 室田団地（県営団地、高崎市）
- 芝宮団地（県営団地、富岡市）
- 女塚団地（県営団地、伊勢崎市）
- 上佐野団地（県営団地、高崎市）
- 上小鳥団地（県営団地、高崎市）
- 上植木団地（県営団地、伊勢崎市）
- 上泉団地（県営団地、伊勢崎市）
- 上中島団地（県営団地、富岡市）
- 城ノ岡団地（県営団地、桐生市）
- 城山団地（県営団地、高崎市）
- 城東団地（県営団地、前橋市）
- 織姫団地（県営団地、桐生市）
- 新井団地（県営団地、太田市）
- 新当郷団地（県営団地、館林市）
- 酢の瀬団地（県営団地、富岡市）
- 成塚団地（県営団地、太田市）
- 生品団地（県営団地、太田市）
- 西堤団地（県営団地、桐生市）
- 青柳団地（県営団地、館林市）
- 石原団地（県営団地、太田市）
- 石原町団地（県営団地、高崎市）
- 川内団地（県営団地、桐生市）
- 相生第一県営住宅 （栗生明、栗生総合計画事務所、群馬県建築設計センター。桐生市、1995年築）
- 相生第二県営住宅（県営団地、桐生市）
- 太田町団地（県営団地、伊勢崎市）
- 大沢団地（県営団地、高崎市）
- 大島団地（県営団地、館林市）
- 大林団地（県営団地、板倉町）
- 筑縄団地（県営団地、高崎市）
- 中河原団地（県営団地、高崎市）
- 中居団地（県営団地、高崎市）
- 中島団地（県営団地、草津町）
- 中尾団地（県営団地、高崎市）
- 中野団地（県営団地、邑楽町）
- 朝日町団地（県営団地、前橋市）
- 鳥山団地（県営団地、太田市）
- 鳥之郷団地（県営団地、太田市）
- 天神第1団地（県営団地、桐生市）
- 天神第2団地（県営団地、桐生市）
- 天川大島団地（県営団地、前橋市）
- 田口団地（県営団地、前橋市）
- 田篠団地（県営団地、富岡市）
- 田中島団地（県営団地、伊勢崎市）
- 東金井団地（県営団地、高崎市）
- 内ヶ島団地（県営団地、太田市）
- 南橘団地（県営団地、前橋市）
- 二軒在家団地（県営団地、安中市）
- 二本松団地（県営団地、桐生市）
- 日向団地（県営団地、館林市）
- 入沢団地（県営団地、渋川市）
- 萩の宮団地（県営団地、藤岡市）
- 萩町団地（県営団地、前橋市）
- 八木原団地（県営団地、渋川市）
- 鼻高団地（県営団地、高崎市）
- 浜尻団地（県営団地、高崎市）
- 浜町団地（県営団地、太田市）
- 分福団地（県営団地、館林市）
- 宝泉団地（県営団地、太田市）
- 北久保団地（県営団地、高崎市）
- 北双葉団地（県営団地、高崎市）
- 本郷団地（県営団地、藤岡市）
- 茂呂団地（県営団地、伊勢崎市）
- 矢場団地（県営団地、太田市）
- 立石団地（県営団地、藤岡市）
- 前橋市営岩神団地
- 前橋市営元総社団地
- 前橋市営古市団地
- 前橋市営後閑団地
- 前橋市営広瀬団地
- 前橋市営江木団地
- 前橋市営荒牧団地
- 前橋市営国領団地
- 前橋市営若宮団地
- 前橋市営住吉団地
- 前橋市営昭和団地
- 前橋市営上泉団地
- 前橋市営城東団地
- 前橋市営清里前原団地
- 前橋市営西片貝団地
- 前橋市営朝倉団地
- 前橋市営朝日町団地
- 前橋市営天川大島団地
- 前橋市営天川団地
- 前橋市営南橘団地
- 前橋市営南町団地
- 前橋市営日吉団地
- 前橋市営文京団地
- 前橋市営芳賀団地
- 前橋市営六供団地
- 高崎市東貝沢団地（1985年、群馬県）曽根幸一
- 高崎市営新町団地(1区 - 10区）
- 高崎市営新町中河原団地
- 高崎市営神山団地
- 高崎市営ドドメキ団地
- 高崎市営下里見団地
- 高崎市営駒寄団地
- 高崎市営奥原団地
- 高崎市営三ツ子沢団地
- 高崎市営中河原団地
- 高崎市営城山団地
- 高崎市営桜団地
- 桐生市営岡城団地
- 桐生市営本町3丁目団地
- 桐生市営本町6丁目団地
- 桐生市営織姫団地
- 桐生市営錦町3丁目団地
- 桐生市営浜松町1丁目団地
- 桐生市営新川団地
- 桐生市営仲町3丁目団地
- 桐生市営東3丁目団地
- 桐生市営東堤A団地
- 桐生市営東堤B団地
- 桐生市営西堤町団地
- 桐生市営元宿町C団地
- 桐生市営天神町B団地
- 桐生市営三ﾂ堀4･5階建て団地
- 桐生市営三ﾂ堀11階建て団地
- 桐生市営松宮団地
- 桐生市営広沢町2丁目団地
- 桐生市営下住宅団地
- 桐生市営広沢町4丁目団地
- 桐生市営広沢町6丁目団地
- 桐生市営間ノ島団地
- 桐生市営梅田町1丁目団地
- 桐生市営相生町5丁目団地
- 桐生市営二本松団地
- 桐生市営渡良瀬団地
- 桐生市営川内町1丁目B団地
- 桐生市営川内町5丁目団地
- 桐生市営上菱団地
- 桐生市営足仲団地
- 桐生市営駅南ハイツ
- 桐生市営東1丁目4階建て団地
- 桐生市営東1丁目9階建て団地
- 桐生市営梅田ハイツ
- 桐生市営水沼団地
- 桐生市営本宿団地
- 桐生市営上野団地
- 桐生市営柏山団地
- 桐生市営前田原団地
- 桐生市営柏山団地

### 群馬県住宅供給公社
- みずき野団地（前橋市）
- 南橘団地（前橋市南橘町）
- 大利根団地（前橋市大利根町）
- 広瀬団地（前橋市広瀬町）
- 井野団地（高崎市井野町）
- 東長岡団地（太田市）
- 公社団地レスポワール錦（桐生市錦町）
- 公社団地NBフィロ（桐生市相生町）

## 神奈川県
日本の住宅団地一覧#神奈川県を参照

## 千葉県
日本の住宅団地一覧#千葉県を参照